# UZI (SMG)
ウージー（ヘブライ語: עוזי、英語: UZI, Uzi）、またはウジは、イスラエルのIMI社（現 IWI社）製の短機関銃。戦後第一世代を代表する短機関銃である。
イスラエル初の国産兵器として陸軍技術少佐のウジエル・ガル（Uziel Gal：ウジール・ガルとも）が1951年に開発し、同年に製造が開始された。

## 概要

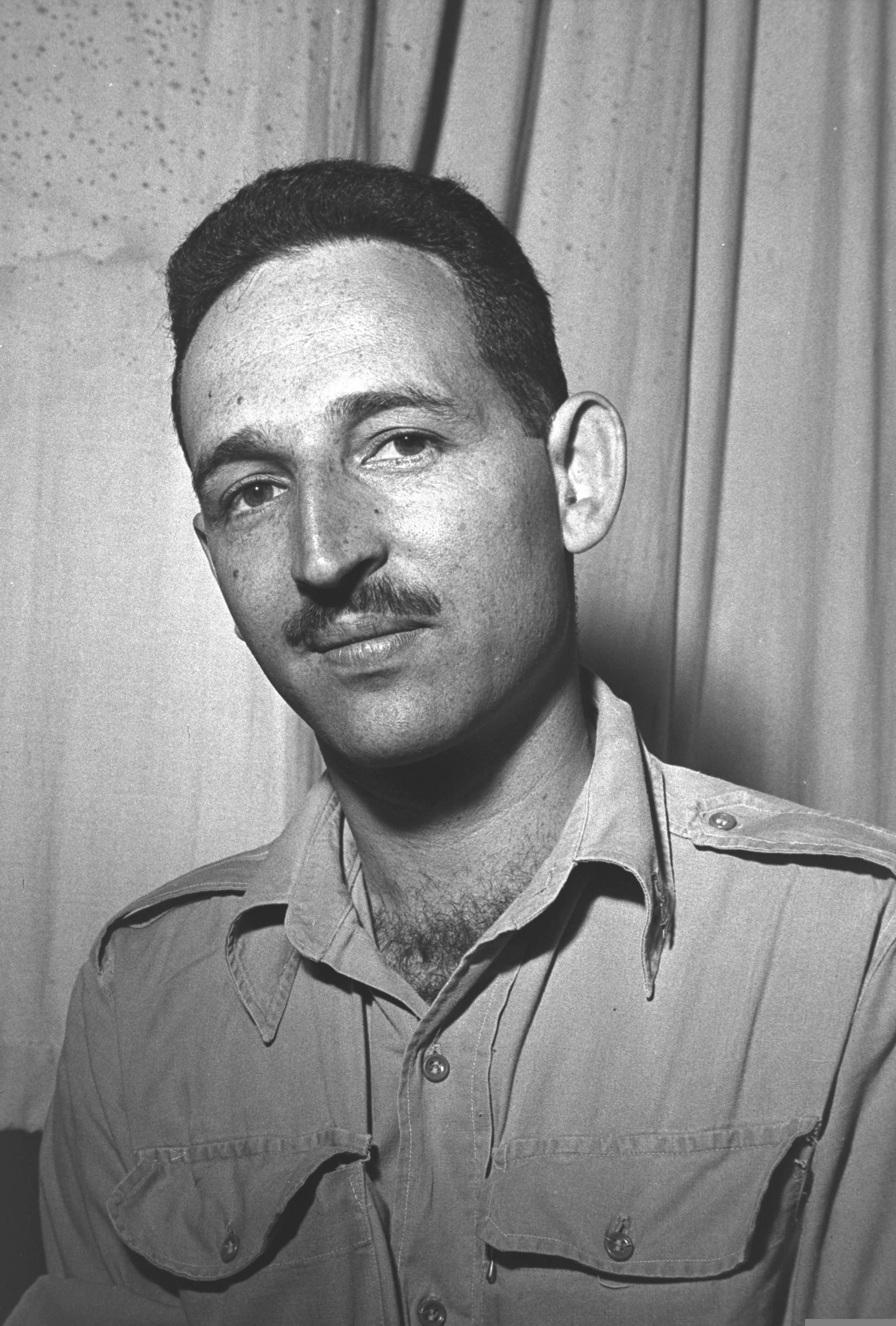
UZIの開発者ウジエル・ガル（1953年5月1日）

第二次世界大戦後、パレスチナに建国したイスラエルは、敵対するアラブ諸国からキブツを防衛するため、簡単な訓練で使用できる火器を必要とした。しかし、当時のイスラエルは工業基盤が貧弱で、高い技術力を必要とするような火器の製造はできなかった。そのため、比較的構造の単純な短機関銃を開発することにし、イスラエル陸軍兵器研究所のウジエル・ガルとそのスタッフ達が設計開発を担当した。ガルが設計の際に参考にしたのは、チェコスロバキアで試作された短機関銃ZK476、もしくはVz23シリーズであるとされる。
貧弱な工業基盤で容易に生産できるように部品点数を極力少なくし、プレス加工を多用した単純な設計となっている。操作性は良く、独特のL型構造ボルトにより3,800gと重い重量をもつが、その分、フルオート射撃の制御も容易であり、総合的な性能は優れている。
こうして完成したUZIはイスラエル国防軍に採用され、1956年の第二次中東戦争などで活躍した。また、その優れた性能と生産性の高さから旧西側諸国で高く評価され、西側で多用される短機関銃の一つとなった。例えば旧西ドイツのドイツ連邦軍に採用され、コッキングハンドルの大型化・ダストカバーの追加を行った改良型のMP2がライセンス生産された。アメリカ法執行機関でも採用され、シークレット・サービスでは要人警護用に使用され、レーガン大統領暗殺未遂事件の際にはエージェントがブリーフケースの中に隠し持っていた。その他、オランダ、ベルギー、デンマークなどのNATO諸国の多くの軍隊で採用され、ベルギーのFNハースタル社ではライセンス生産された。また、スペイン、クロアチア、中国などの国ではコピー生産された。UZI自体は世界90ヶ国以上に輸出されたとされ、派生型やライセンス・コピー製品を含めればおよそ1,000万丁以上が製造されたと見積もられる。
現在、イスラエルやヨーロッパ諸国の国軍・警察機関などにおいては、同じ9mm口径だがクローズドボルトで命中精度の高いH&K MP5にほぼ取って代わられた。ただしUZI自体は現在でも優れた性能と信頼性を誇っており、また、MP5は調達コストが高いため、現在でも中小国での運用は続いている。

## 開発

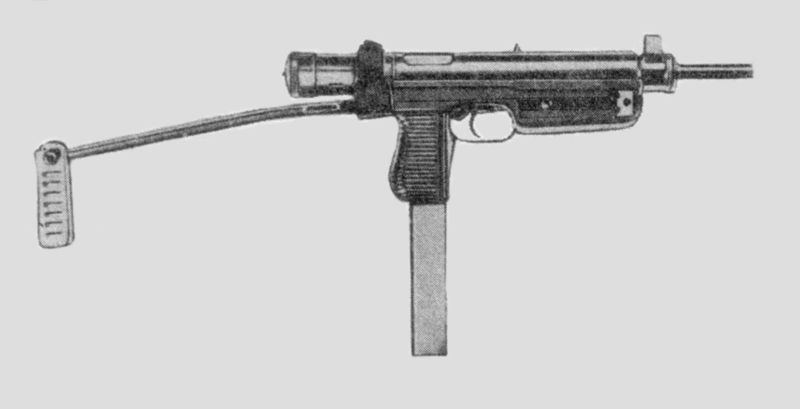
ガルがZK476と別に参考にしたとされるVz23シリーズの1つVz25

アラブ諸国から武器の輸入ができないイスラエルでは、当初チェコスロバキアからの武器輸入を考えており、チェコスロバキアは試作品のZK476短機関銃の輸出案を提示した。しかし、チェコスロバキアは社会主義化に伴い、ソ連のイニシアチブにより急遽イスラエル支援からアラブ諸国支援に政策を切り替えたため、イスラエルはチェコスロバキアから武器輸入が不可能となった。このため、1940年代末に、イスラエル陸軍兵器研究所のウジエル・ガルを中心としたチームで国産の銃器開発が始まった。
輸入できなくなったZK476だが、ガルは同短機関銃に強い影響を受けている。ZK476はプレス加工を多用してレシーバーが成形されており、L型構造ボルトやグリップセイフティを持ち、マガジン挿入口がグリップと共有であるなど、後のUZIと同様の特徴を備えている。ただし、Vz23シリーズを参考にしたという見解もある。設計完了後の1951年から、イスラエル・ミリタリー・インダストリーズで製造が開始された。

## 特徴

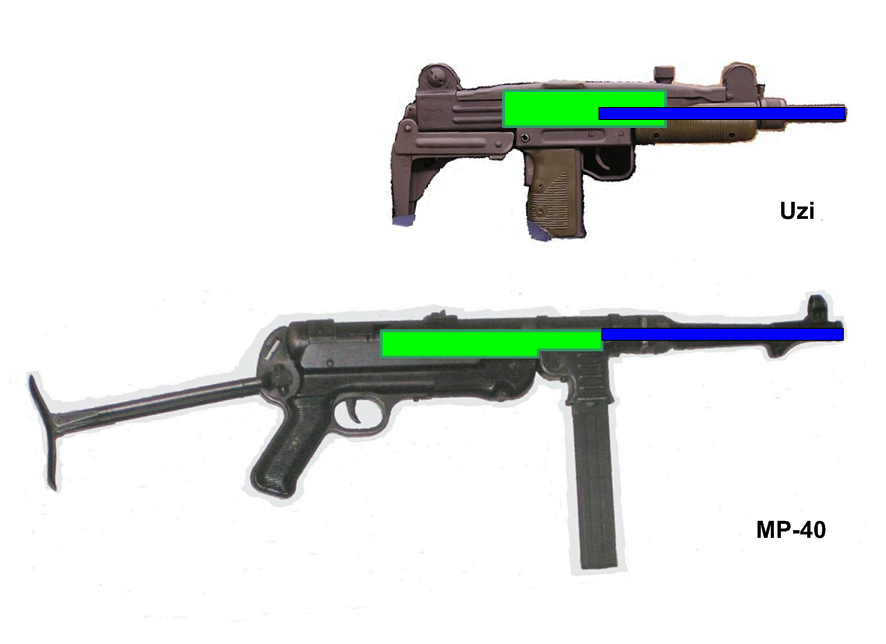
上：UZI、下MP40
UZIの銃身（青）後端はボルト（緑）内部に入り込んでいる

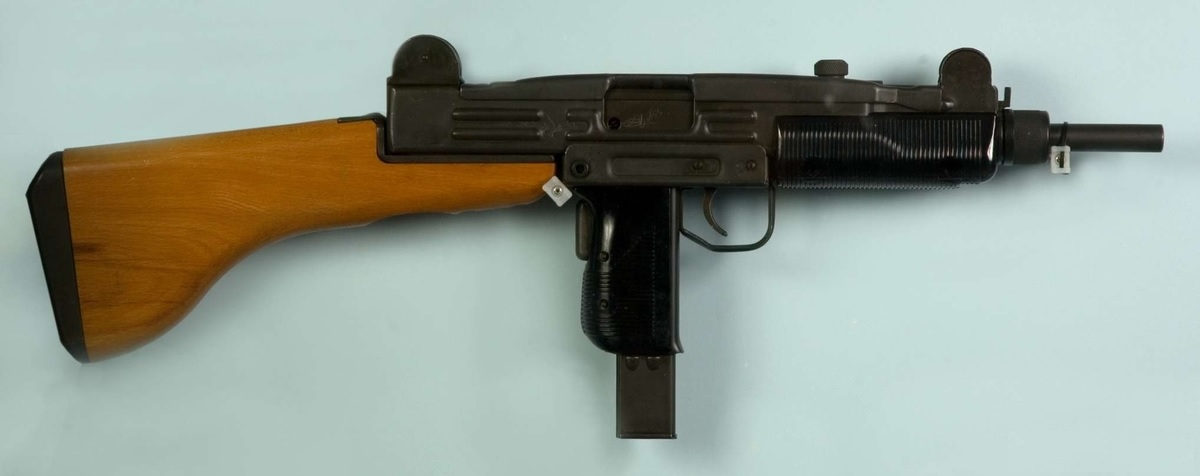
木製ストックつきの初期型UZI
1952年製。

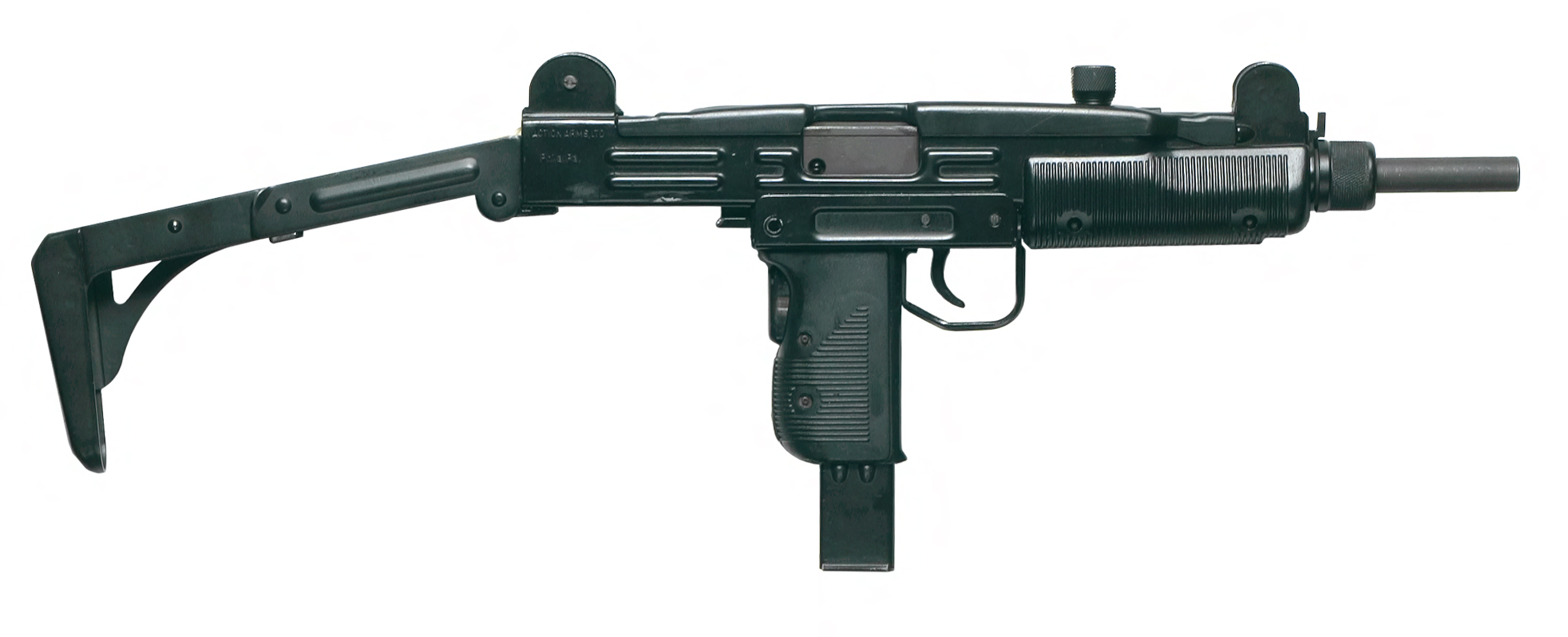
ストックを引き延ばした状態のUZI

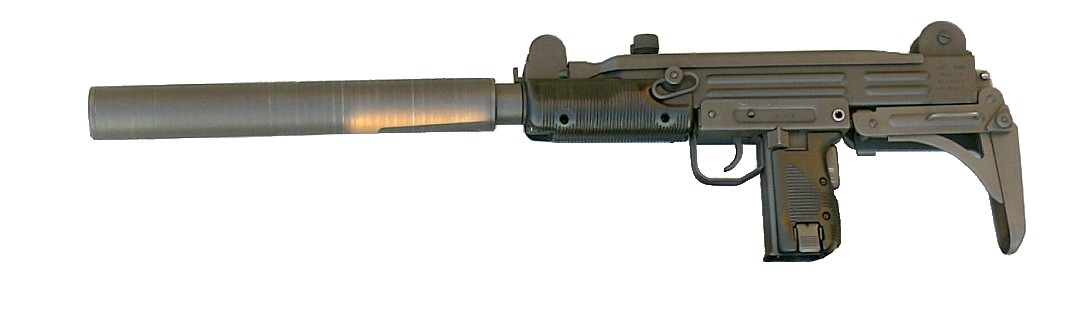
サプレッサーを装着したUZI

発射機構にオープンボルト方式を採用した単純な構造となっており、砂や泥に強いという高い信頼性を確保した上で、当時工業基盤が貧弱だったイスラエルでも大量生産できる程の生産性を実現している。生産性を向上させるため、全体的に部品数を減らし、レシーバーやグリップのフレームなどの主用部品の多くをプレス加工して製造している。
従来の円筒型レシーバーではなく、スチール版を用いた四角形の箱型レシーバーを採用している。ボルトもレシーバーと同じく円筒型ではなく、四角形の箱型で、ボルト重量を前方に置くべく、銃身を包むような設計をしている（左画像参照）。このボルト内部に銃身後端が深く入り込む構造のボルトは「ラップアラウンド（包み込む）・ボルト」と称され、銃の全長を短くし、フルオート射撃の制御を容易にすることができる他、マガジン挿入口は自動拳銃と同様にグリップ内を利用することができる。また、Lの字を寝かせたような形状をしていることから「L型構造ボルト」、さらにはボルトがテレスコープ（単眼望遠鏡）に似た伸縮動作をすることから「テレスコピック（テレスコーピング）・ボルト」とも呼ばれる。この独特のボルトのおかげで、砂塵が内部に入りづらくなっている。作動方式はブローバック方式で、オープンボルトで射撃する単純な構造を持っている。ただし、オープンボルトは連射時の命中精度が低下するため、改良型では、ストライカー形式の撃発機構を組み込んだクローズドボルトとなっている仕様も存在する。レシーバー上面に存在するボルトのコッキングハンドルは、ボルトから独立したセパレートタイプを採用している。
安全装置を兼ねたスライド式のセレクタースイッチがグリップ左側面にあり、スイッチを前方でクリックするとフルオート、中間でセミオート、後方で安全装置がそれぞれ選択できる。また、グリップを握ることで解除される安全装置（グリップセイフティ）も存在する。グリップセイフティを押さない限り、ボルトは後退しない。このほかにも、ボルトをコックする際に手が滑り、暴発することを防ぐため、コッキングセイフティも組み込まれている。これら3つの安全装置により高い安全性を確保している。なお、コッキングセイフティについては、西ドイツ軍の要請で追加された仕様である。
2ヶ所が折れる折りたたみ式ストックを持ち、パイロットや車輌搭乗員にも使いやすいデザインとなっている。折りたたみ式ストックを展開するには、まず肩に当たるパットプレートを叩き、第1の関節部（ストック中間）のロックを解除する。すると、パットプレートのついたストック後端のアームが下方に折れ、そのアームをさらに下へ引くと第2の関節部（ストックの付け根）のロックが解除される。最後に後方へ引くことで引き伸ばされ、2ヶ所の関節部がロックされ、展開完了となる。逆に折りたたむ場合、中央の関節部（展開時に最初にロックを解除する関節部）を前後両方から圧して折り、次に付け根の関節部（展開時に次いでロックを解除する関節部）を同じく前後から圧して折る。その後、展開時と逆手順でたたみ、ロックする。
初期型には銃剣を装着するための着剣装置が用意されたモデルや、対戦車グレネードを発射するライフルグレネード型のグレネードランチャーも存在するなど、短機関銃としては珍しい特徴をもっていた。その他、特殊部隊での運用を前提に、専用のサプレッサー及び亜音速弾も製造された。
全長は47cmとコンパクトだが、重量は3,800gと重い。しかし、その重量と毎分600発という遅い発射速度により、フルオート射撃中のコントロールが容易である。使用弾薬はヨーロッパで一般的な9x19mmパラベラム弾であるが、その他にも各国からの要請で.40S&W弾、.45ACP弾など、9x19mm弾以外の弾薬を使用できるバリエーションも製造されている。マガジンはダブル・ポジション・フィーディング式のダブルカラムマガジンで、標準的な装弾数は32発だが、種類により20発、25発、40発、50発がある。マガジンキャッチはグリップ左側面の下方の四角形のボタンである。
箱型レシーバー上面は蓋のように開くことが可能でボルトなどを簡単に取り外すことができ、グリップ・フレームは引き金やシアといった撃発機構を維持したまま分解可能であるなど、分解、メンテナンス、修理が容易である。
初期型では脱着式の木製ストックが装備されていたが、オランダ空軍の要請で金属製に変更となり、最終的に折りたたみ式となっている。また、同じく初期型ではコッキングハンドルは比較的小型であったが、操作性が悪く、大型のものへ変更された。

## 派生型

### イスラエル製

#### ミニ UZI

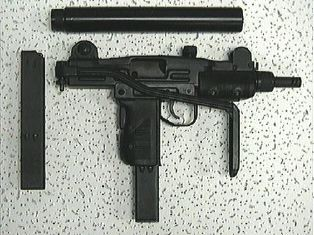
ミニ UZI

Mini UZI。イスラエル警察の要請で設計された、携行性を重視して銃身を切り詰めるなどの小型化を図ったUZIの派生型。1984年完成。もともと全長の短いUZIをさらに短くしているため、ボルトの後退量がかなり少なく、リコイルスプリングも強化せざるを得ないため、フルオートでの連射速度が毎分950発と非常に速くなっており、フルオート射撃の制御が容易ではない。そのため、銃口上部はできる限り連射時の反動を抑えるためにガスポートが設けられている。また、ストックをスチールワイヤ型へ変更している。このストックは、折りたたまれた状態ではパットプレート部分をフォアグリップの代用として利用することができる。
オプションとして、命中精度の向上を目的にオープンボルトからクローズドボルトへ変更された製品が製造されている他、2005年にはボルトのコッキングハンドルをレシーバー左側面に移動させることで照準器の装着を容易にしているモデルも発表されている。
|          | 9mm機関けん銃   | PP-2000         | CBJ-MS          | M10                            | ミニ UZI        | TMP                      |
| -------- | --------------- | --------------- | --------------- | ------------------------------ | --------------- | ------------------------ |
| 画像     |                 |                 |                 |                                |                 |                          |
| 使用弾薬 | 9mmパラベラム弾 | 9mmパラベラム弾 | 9mmパラベラム弾 | 9mmパラベラム弾 .45ACP弾       | 9mmパラベラム弾 | 9mmパラベラム弾 .45ACP弾 |
| 装弾数   | 25発            | 20/44発         | 20・30発・100発 | 32発（9mm）・30発・40発（.45） | 20発            | 15・30発                 |
| 銃身長   | 120 mm          | 182 mm          | 200 mm          | 146 mm                         | 197 mm          | 130 mm                   |
| 全長     | 339 mm          | 340 mm/555 mm   | 363 mm/565 mm   | 296 mm/548 mm                  | 360 mm/600 mm   | 282 mm                   |
| 重量     | 2.8 kg          | 1.5 kg          | 2.8 kg          | 2.85 kg                        | 2.7 kg          | 1.3 kg                   |
| 発射速度 | 1,185発/分      | 600–800発/分    | 700発/分        | 1,090発/分                     | 950発/分        | 850–900発/分             |

#### マイクロ UZI

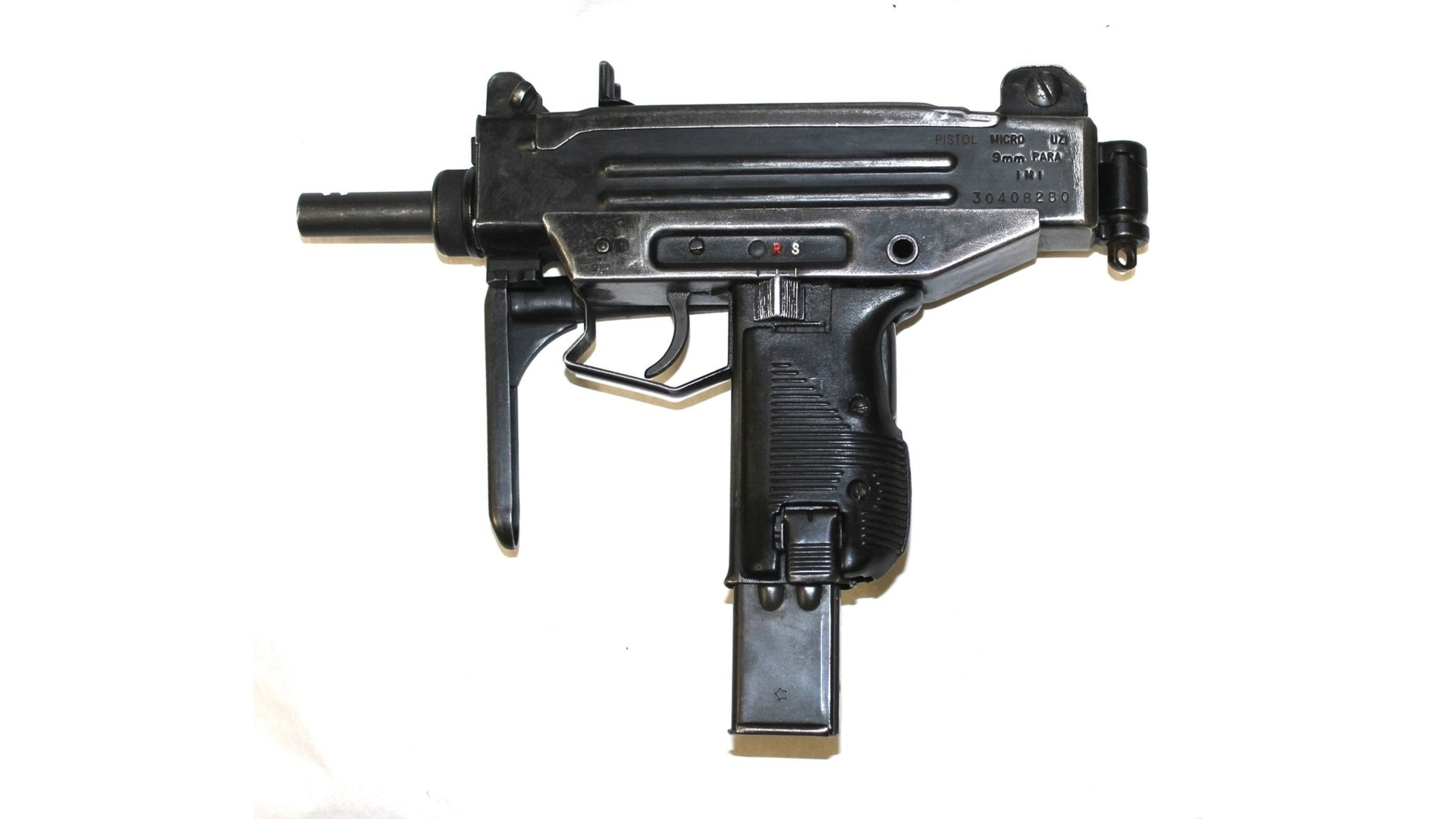
マイクロ UZI

Micro UZI。ミニ UZIをさらに小型化したモデル。1984年完成。小型化と同時にフルオート時の発射速度が毎分1,400発と非常に高速な仕様となったため、フルオート連射の際の制御が難しいなどの問題点がある。
主に、近接戦闘で瞬間的な火力を必要とする特殊部隊向けとして開発された。ストックを折りたたむと大型拳銃並みの大きさになるため、マシンピストルに分類されることもある。
近年のモデルではミニ UZIと同様コッキングハンドルが銃左側面に移り、代わりにピカティニー・レールがレシーバー上面に配置され、各種照準器の容易な装着が可能となっている。オープンボルトとクローズドボルトの二形式が存在する。

##### UZI ピストル

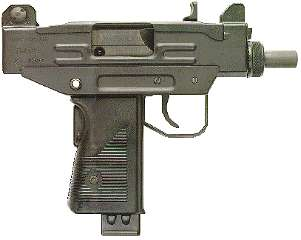
UZI ピストル

UZI Pistol。マイクロ UZIからストックを排除し、セミオート射撃のみに限定した大型拳銃。
短機関銃が原型であるため全体的に拳銃としては大型となっているが、他方それを利用し、大口径の9x19mm弾を使用するにもかかわらず単純なブローバック方式で設計されている。IMIは、VIP警護や軍特殊部隊向けとしている。

##### UZI プロ

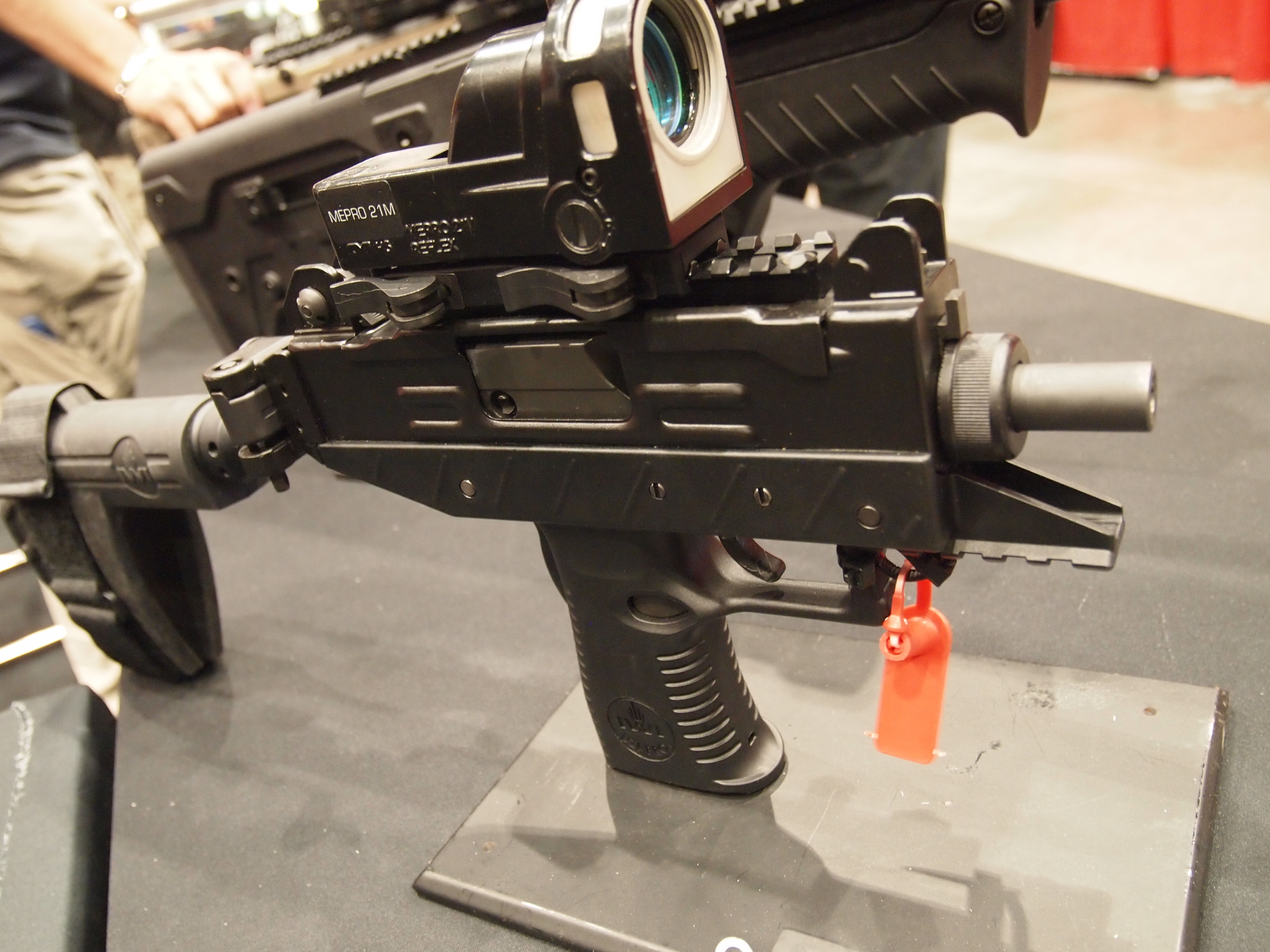
UZIプロ

UZI PRO。2009年に完成した、マイクロ UZIの発展型。近年製作されるピストルと同じくレシーバー下半分（グリップ・フレーム）をセンサテック（合成樹脂）で作成し、軽量化とコストダウンが図られている。
従来のマイクロ UZIの問題点であった反動低減の改善を図るため、銃の跳ね上がりを抑制するためにミニ UZIよりも大口径のコンペンセイターが銃身に加工された他、グリップ・デザインはバーティカル・グリップと一体化した新規の物で、構えた時やフルオート射撃の安定さに貢献するデザインとなっている。初めからコッキングハンドルは左側面にあり、アイアンサイトは多少小型化され、非常用サイト扱いとなり、レシーバー上部と銃身の左右と下にピカティニー・レールに取り付けたドットサイトでの照準やフラッシュライトなどの装着を前提としたデザインとなっている。
作動方式はクローズドボルト･ブローバック限定で、ストックは従来のマイクロ UZI向けの品と共通である。

#### UZI カービン

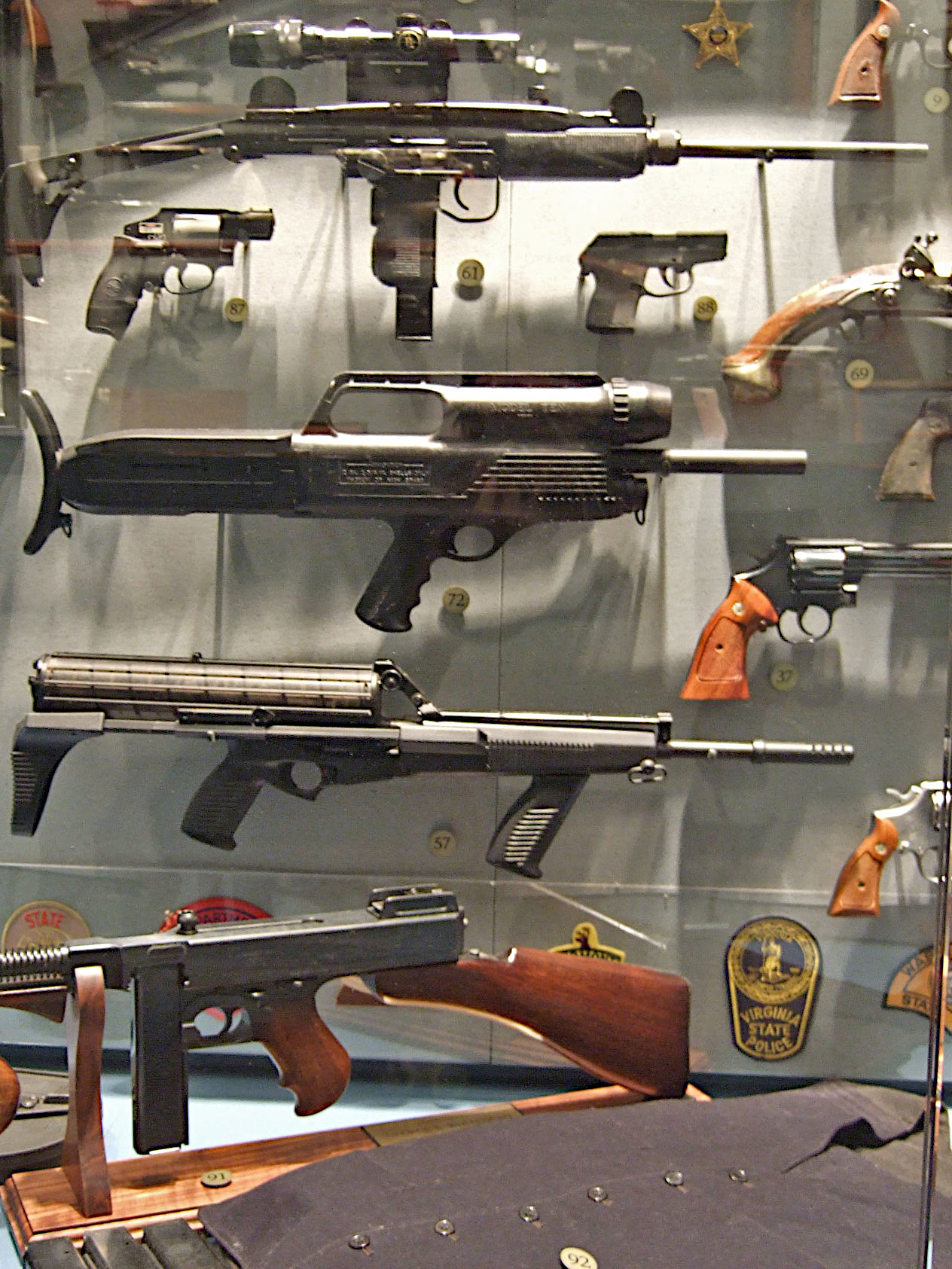
法執行機関で使用されていた各種の小火器と共に展示されるスコープ付きのUZIカービン（最上段）
他は、中段がハイスタンダードHS10、下段がキャリコM960。

他の変種としては16インチバレルを装備したカービンタイプ。アメリカ国内で販売するために、銃規制をクリアする必要があるため、本来短機関銃であるUZIのフルオート機能を省略し、16インチバレルを装備したモデルである。

#### 諸元表
|              | UZI                                                           | ミニ UZI                                                      | マイクロ UZI                                                  | UZI ピストル                                                  |                                                               |
| ------------ | ------------------------------------------------------------- | ------------------------------------------------------------- | ------------------------------------------------------------- | ------------------------------------------------------------- | ------------------------------------------------------------- |
| 使用弾薬     | 9x19mmパラベラム弾                                            | 9x19mmパラベラム弾                                            | 9x19mmパラベラム弾                                            | 9x19mmパラベラム弾                                            | 9x19mmパラベラム弾                                            |
| 銃身長       | 265mm                                                         | 201mm                                                         | 117mm                                                         | 115mm                                                         |                                                               |
| ライフリング | 4条右回り                                                     | 4条右回り                                                     | 4条右回り                                                     | 4条右回り                                                     | 4条右回り                                                     |
| 装弾数       | 20・25・32・40・50発                                          | 20・25・32・40・50発                                          | 20・25・32・40・50発                                          | 20・25・32・40・50発                                          | 20・25・32・40・50発                                          |
| 作動方式     | シンプル・ブローバック方式 オープンボルト or クローズドボルト | シンプル・ブローバック方式 オープンボルト or クローズドボルト | シンプル・ブローバック方式 オープンボルト or クローズドボルト | シンプル・ブローバック方式 オープンボルト or クローズドボルト | シンプル・ブローバック方式 オープンボルト or クローズドボルト |
| 発射速度     | 600発/分                                                      | 950発/分                                                      | 1400発/分                                                     | セミ・オート                                                  |                                                               |
| 重量         | 3,800g                                                        | 2,950g                                                        | 1,950g                                                        | 1,685g                                                        |                                                               |
| 全長         | 470mm （銃床展開時：650mm）                                   | 357mm （銃床展開時：595mm）                                   | 250mm （銃床展開時：460mm）                                   | 240mm                                                         |                                                               |
| 銃口初速     | 410m/s                                                        | 350m/s                                                        | 300m/s                                                        |                                                               |                                                               |

### 非イスラエル製

#### FN UZI

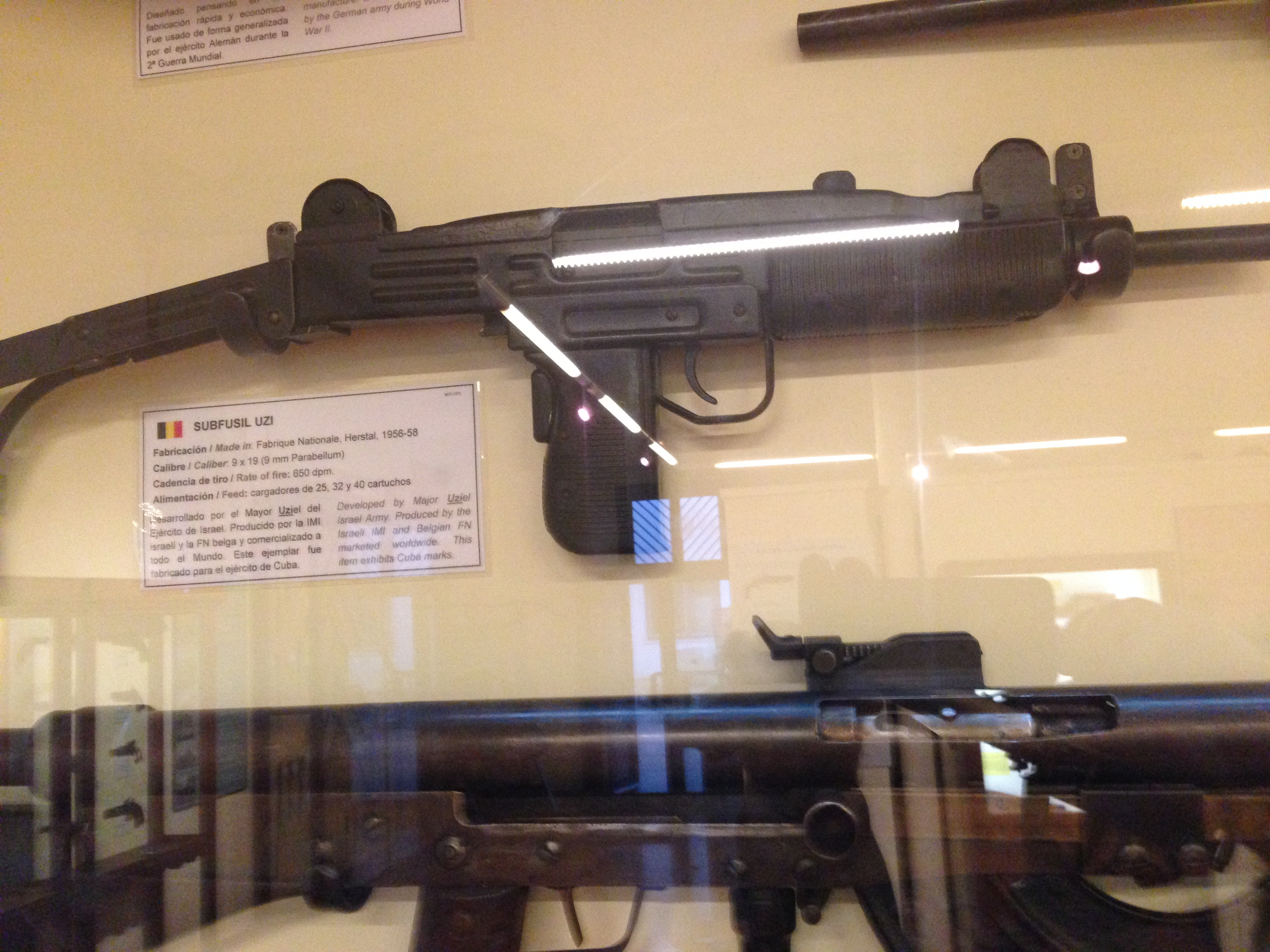
ベルギーの軍事博物館に展示されるFN UZI

1950年代末にFN社がIMI社よりライセンスを得て製造を開始したUZI。当時はまだイスラエルの生産能力は限定的なもので、他国への輸出は難しく、そもそもイスラエルはアラブ諸国と対立関係にあるため武器の輸入先としては選定しづらかった。この問題を解決するため、イスラエル以外の国でライセンス生産することが計画され、イスラエル国防軍がFN社製のFN FALを採用したことへの見返りとしてFN社が生産に乗り出した。外見、構造ともにオリジナルのUZIとほぼ同型であるが、刻印が変更されている。
なお、折りたたみ式ストック仕様のモデルはMP2A1の名で西ドイツ軍で制式採用された他、1968年から1969年にかけてCIAが実行したプロジェクト・ガンマ（カンボジアにて行われた越境偵察作戦）でグリーンベレーが携えていたとされ、これにはミリタリー・アーマメント社製のサプレッサーが装備されていた。

#### ベクター UZI
アメリカのベクターアームズがIMIよりライセンスを得て製造している。外見、構造ともにオリジナルのUZIとほぼ同型であるが、刻印が変更されている。ベクターアームズ社は民間向けに製造・販売しているので、ストックが無いミニ UZIとUZIをピストルモデル、ストック付きで16インチの銃身をもつミニ UZIとUZIをカービンモデルで製造・販売、また、同社はこれらのモデルのフレームがステンレス鋼のモデルも製造・販売している。また、フルオート可能な折り畳みストック付きのミニ UZIまたはUZIをショートバレルライフルの名称で製造・販売している。このショートバレルライフルにはオリジナル同様9x19mmパラベラム弾モデルとアメリカで人気がある.45ACP弾モデルの2種類存在する。同銃は民間ではフルオート銃の所持が許可された者だけが購入・所持できる。

#### 85式
中国の中国北方工業公司（ノリンコ）が製造しているUZIのコピー品。UZIをそっくりそのままコピーしており、刻印を除いて大きな違いはない。ただし、規格には若干の違いがあるようで、全長は466mm（ストック展開時651mm）、銃身長は264mm、重量は3,700gとなっている。軍用モデルのほか、アメリカへの輸出のための民間仕様も存在する。この民間仕様はアメリカの法規制に沿うように銃身を延長し、セミオートに限定してある。全長は618mm（ストック展開時800mm）、銃身長は415mm、重量は3,880g。
なお、ノリンコが公表している名称には一貫性がなく、他にM320という名称が存在する。

#### ERO

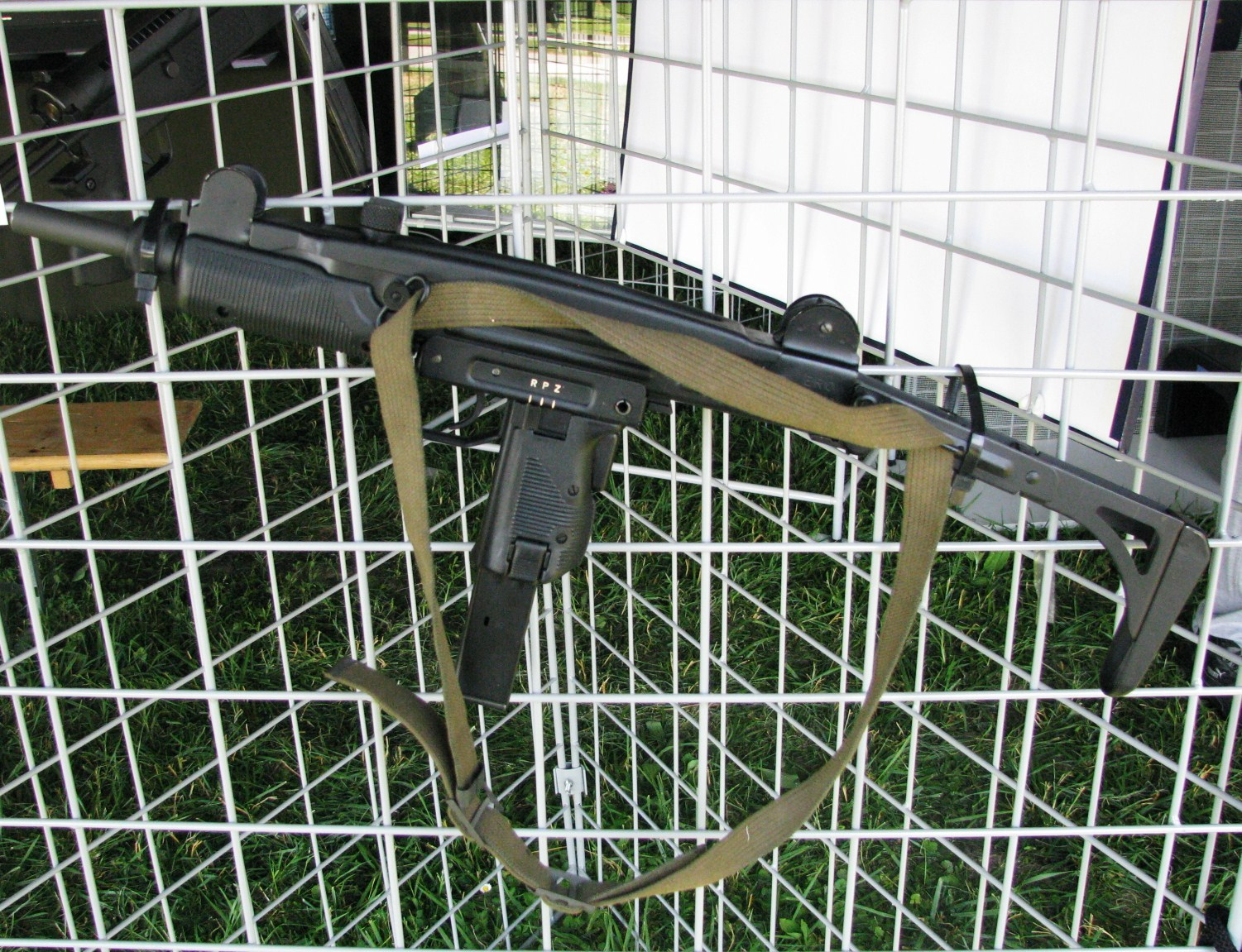
展示されているERO

EROは、UZIをコピーしてクロアチアが国産化した短機関銃。ユーゴスラビア内戦の影響もあり、クロアチアは兵器開発への関心は高く、多くの短機関銃を研究した上で、独立後に兵器統一の観点から、クロアチア共和国軍においてEROを制式化した。外見、構造を含め、ほとんどオリジナルと同一である。異なるのは刻印のみで、レシーバー左側面後端に「ERO」と打たれている。
なお、EROシリーズは当初無許可のデッド・コピー品だったが、IWI（IMI）社とHSプロダクト社の間で協議を交わし、現在ではライセンス生産品扱いとなっている。

##### ERO ミニ
EROを小型化したモデル。イスラエルのミニ UZIとマイクロ UZIを原案に両者の中間サイズで製品化してある。構造的にはマイクロ UZIと同型であるが、マイクロ UZIと比べレシーバー後端部分が延長されており、ストックもマイクロ UZIが左側に回転させ収納する形式に対して上方に回転させるようになっている。また、トリガーガード前方にプラスチック製のフォアアームが装着してある。全長は315mm（ストック展開時545mm）、銃身長は153mm、重量は2,490g、連射速度は毎分1,100発となっている。

#### ツァスタバ M97

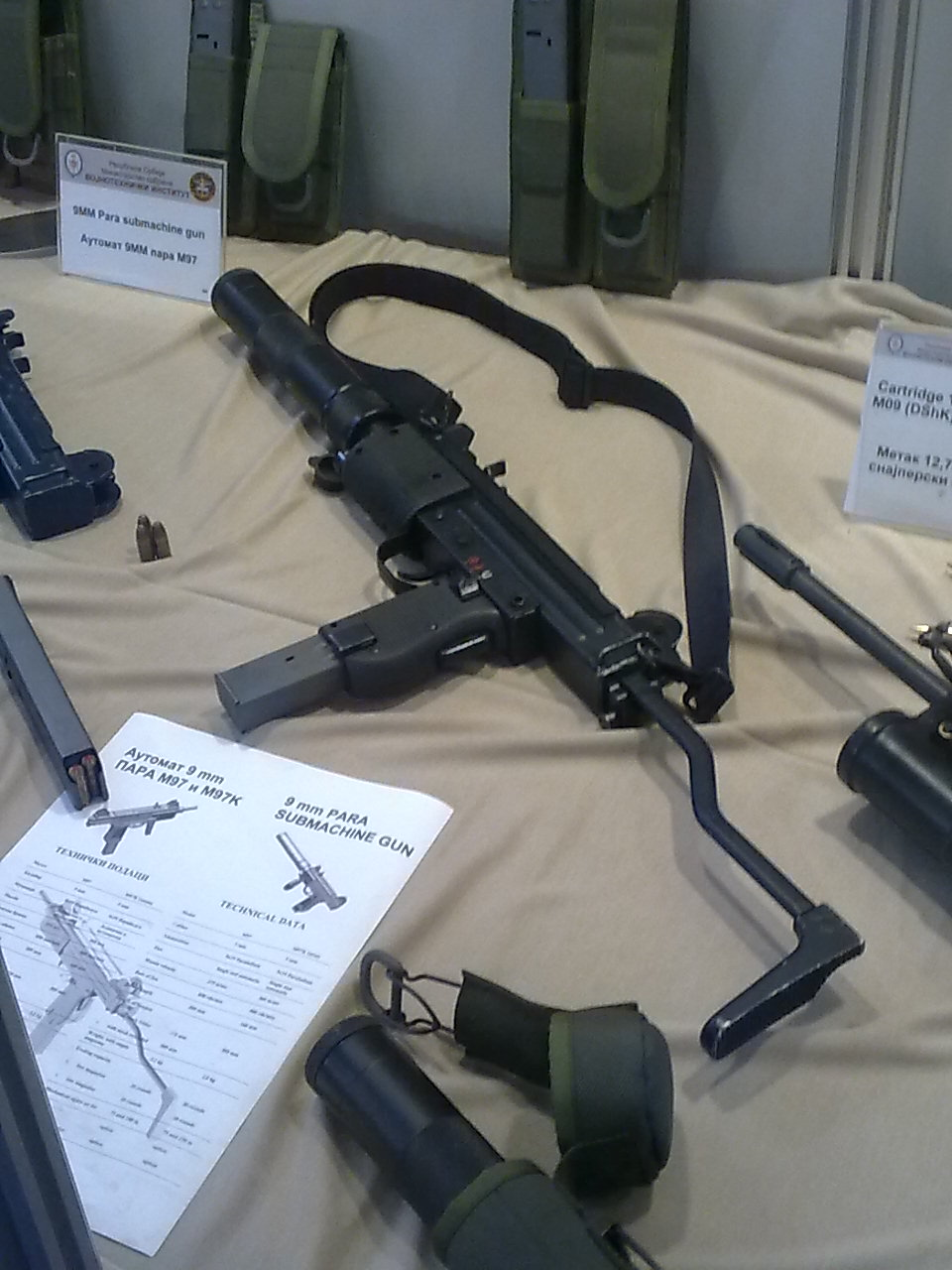
サプレッサー付きのツァスタバ M97

セルビアのツァスタバ・アームズがミニ UZIをベースに開発した短機関銃。

#### BA-93、BA-94（MA-14）
ミャンマーは、1990年代初頭にイスラエルからの許可を得て、国内の軍需工場においてUZIの生産を行なっている。
ミャンマー製のUZIは、BA-93およびBA-94（国名をビルマからミャンマーに改名した際にMA-14に変更）の2タイプが存在しているが、性能に差はほとんど無いといわれる。いずれも、機構が簡略化されている他、初期型と同じ大型の銃床（BA-94は樹脂製?）が取り付けられているのが特徴である。
主にミャンマー軍および警察で使用されている。

#### TL-K12
ベトナムが、マイクロUZIをコピーして生産したモデル。サイレンサーが標準装備されている。
構造的およびおおまかな外見はマイクロUZIと変わらないが、コッキングハンドルが左側面にとりつけられ、レシーバー上部と銃身の下に独自のアタッチメント(ピカティニーレール)を備えており、ダットサイトやフラッシュライトの使用に対応しているなど、UZIプロに似た特徴も持っている。

### UZIの影響を受けた短機関銃

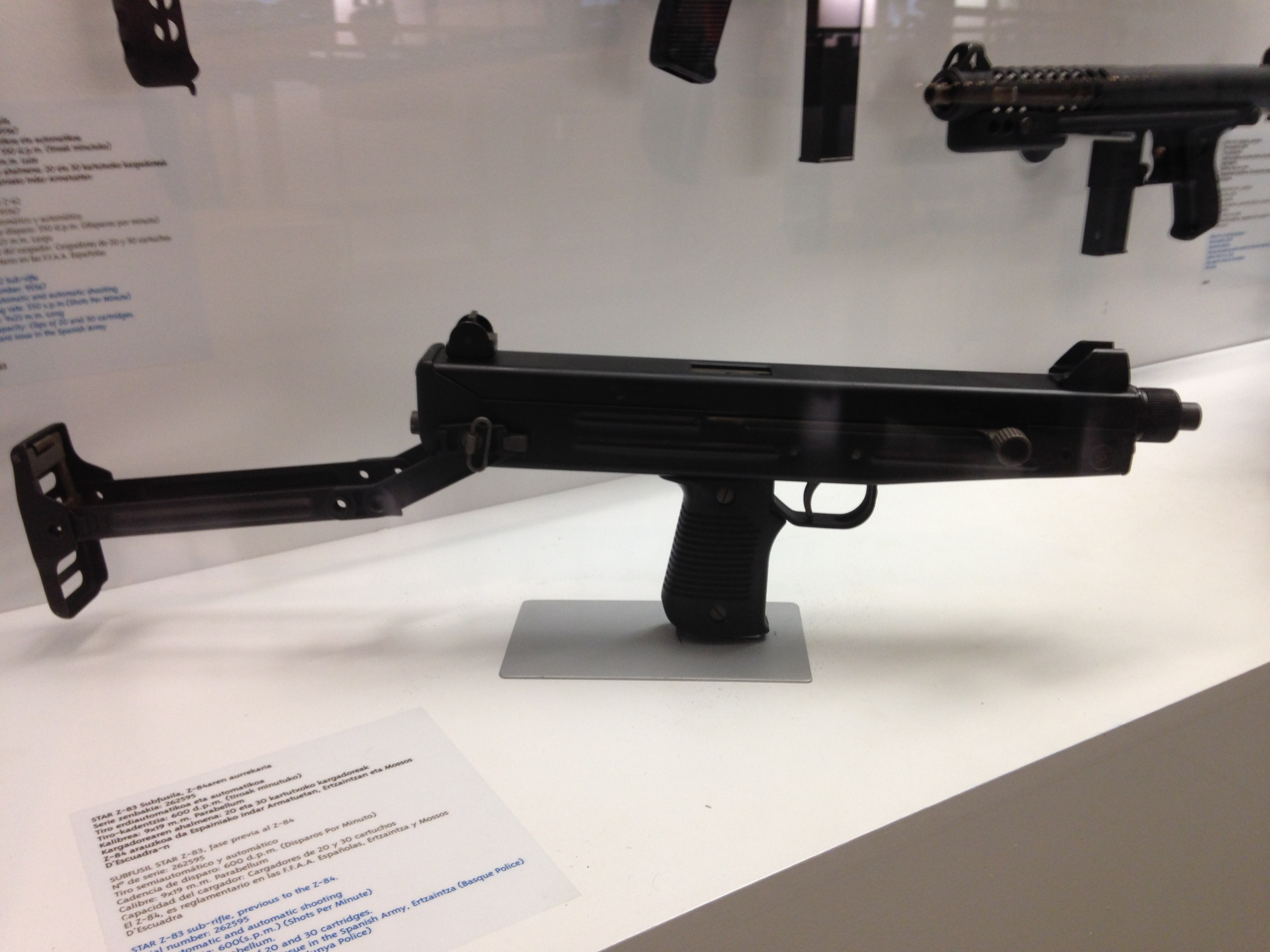
スターZ84

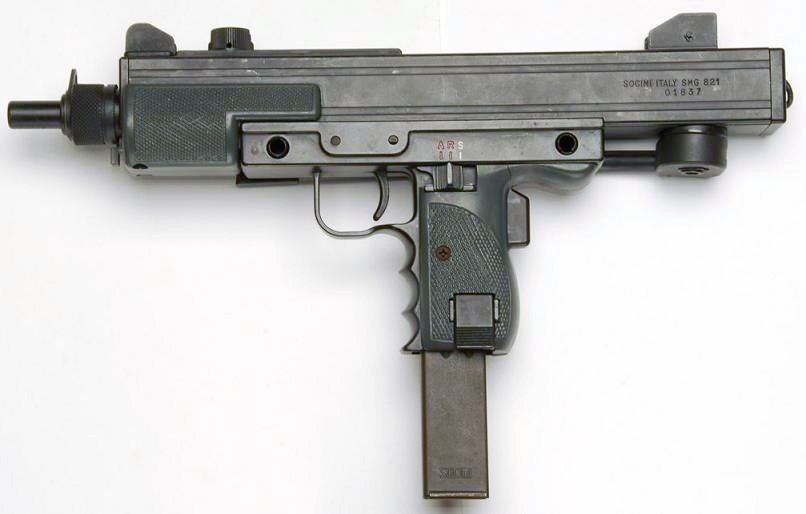
ソシミ・タイプ821
イタリアのソシミ（Socimi）社が開発、フランキ社が製造していた短機関銃。UZIに大きな影響を受けており、デザインにもそれがうかがえるが、重量が2,650gと軽量である。現在、製造は中止となっている。

スター Z-84
スペインのスター社が1984年に発表した短機関銃。スペイン軍特殊部隊や警察に採用され、海外への輸出も行われていた。UZIに大きな影響を受けており、メカニズム的に共通点が多い。なお、UZI以外にもイングラムM10の影響も受けている。現在、メーカーの倒産に伴い製造されていない。

ルガーMP9
アメリカのスターム・ルガー社が警察特殊部隊向けに開発した短機関銃。設計はUZIの設計者であるウジエル・ガル本人が担当したため、構造的にUZIと類似している。

## 採用国
UZIはおよそ90ヶ国以上に輸出され、数多くの軍・警察などの国家機関で採用された。以下、派生型を含めUZIを採用しているもしくは採用していた国を挙げる。
なお、日本では自衛隊もしくは都道府県警察において公式にUZIを採用した例はないが、今上天皇（徳仁親王）が皇太子時代にイスラエルを訪問した際にはイスラエル側からUZIが贈呈され、土浦の陸上自衛隊武器学校、継いで陸上自衛隊富士学校にて保管されている。
| - アルジェリア - アンゴラ - オーストラリア - バングラデシュ - ベルギー - ボリビア - ブラジル: - 中央アフリカ共和国 - チャド - チリ - コロンビア - クロアチア - コンゴ民主共和国 - ドミニカ共和国 - エクアドル - エルサルバドル - エリトリア - エストニア - エチオピア | - フランス - ガボン - ドイツ - グアテマラ - ハイチ - ホンジュラス - インド - インドネシア - イラン - アイルランド - イスラエル - イタリア - ケニア - リベリア - リトアニア - ルクセンブルク - マルタ - ミャンマー | - オランダ - ニカラグア - ニジェール - ナイジェリア - パナマ - パラグアイ - ペルー - フィリピン - ポルトガル - ローデシア - ルーマニア - ルワンダ - ソマリア - 南アフリカ | - スリランカ - ベトナム - スーダン - スリナム - スワジランド - シリア - 中華民国 - タイ - トーゴ - チュニジア - ウガンダ - アメリカ - ウルグアイ - ベネズエラ - ジンバブエ |

## ギャラリー

イスラエルでの使用
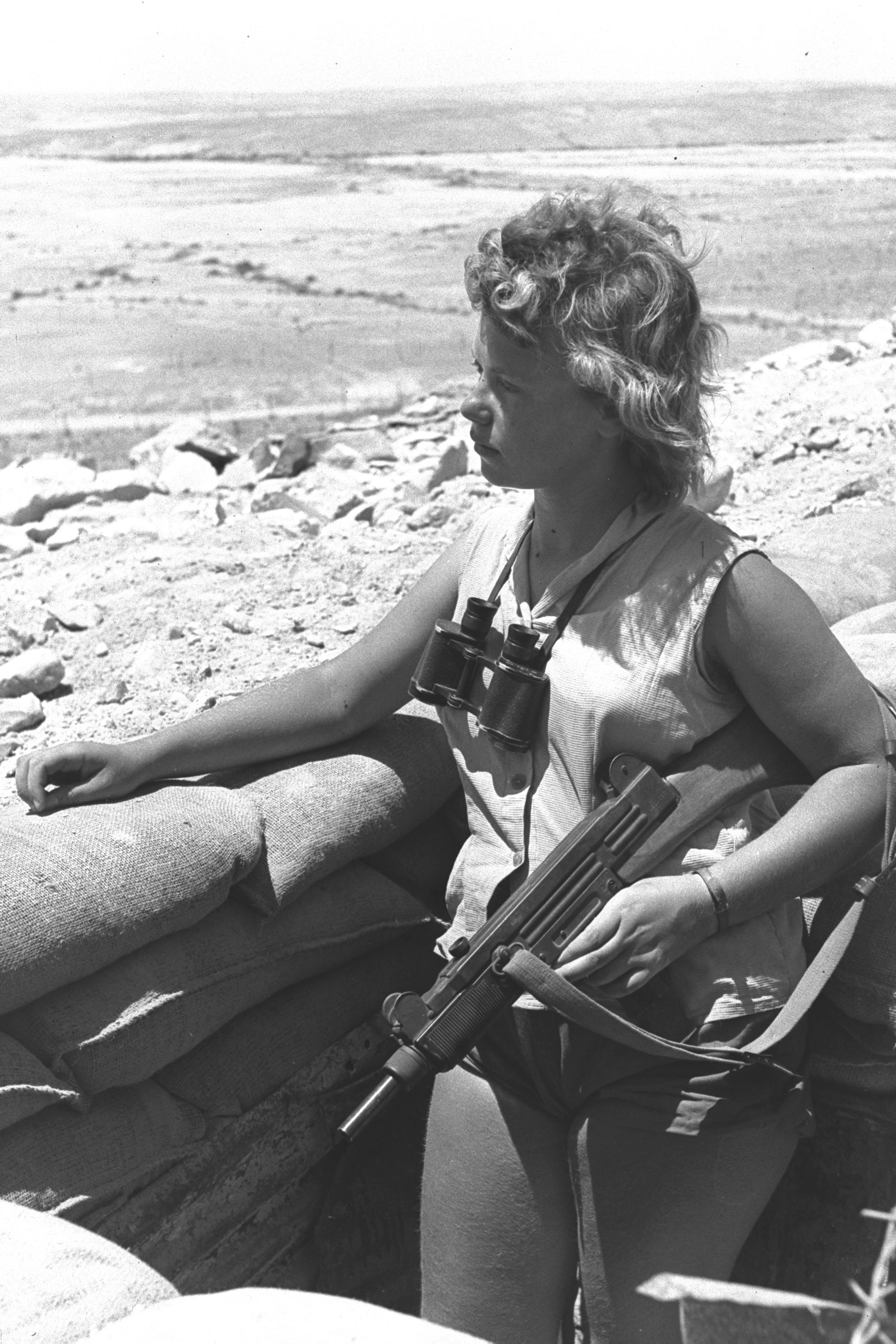
ネゲヴにて、木製ストック付きの初期型UZIを手に警備を行うイスラエル人女性 （1956年7月1日）
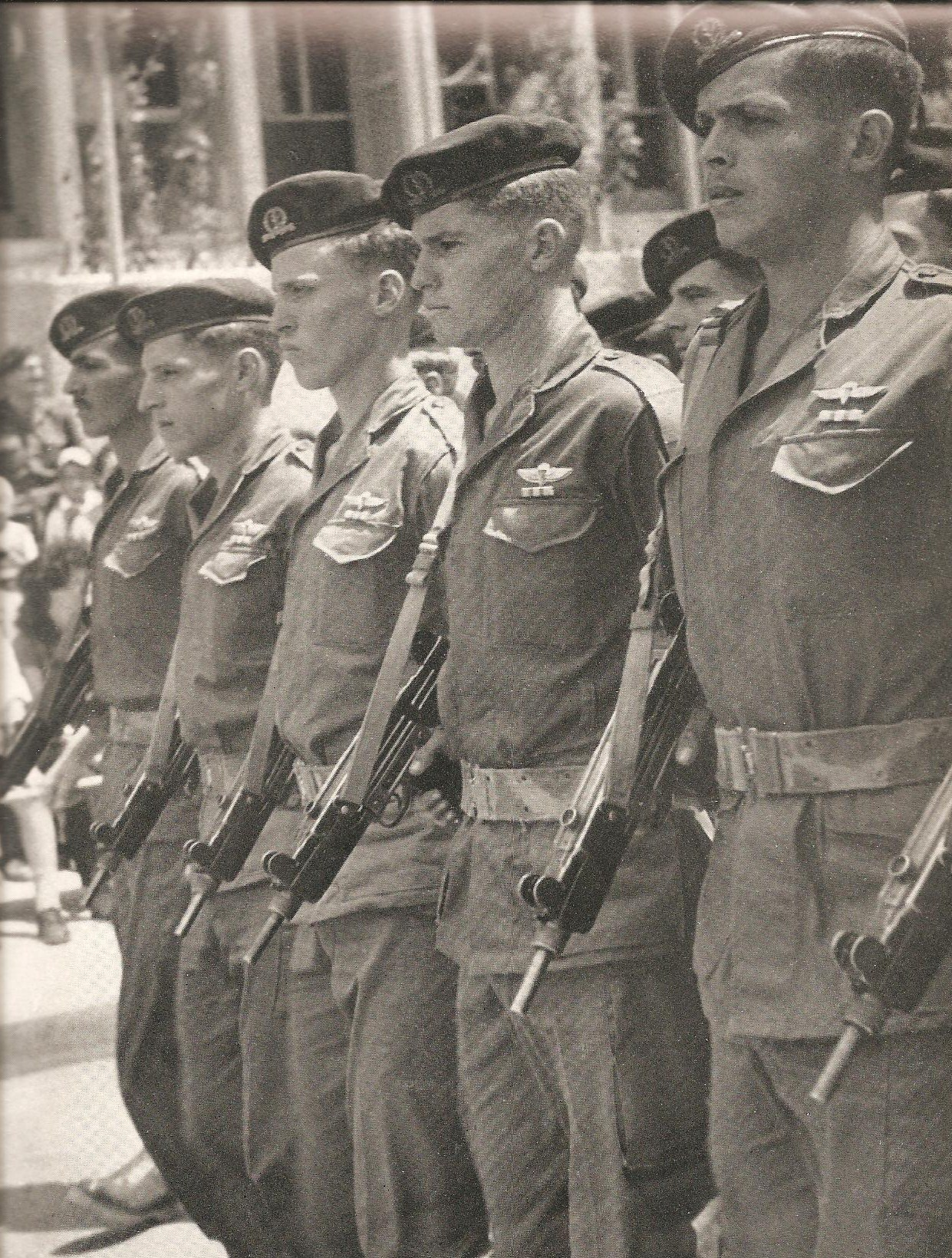
UZIを手に整列する第35空挺旅団の兵士 （1958年）
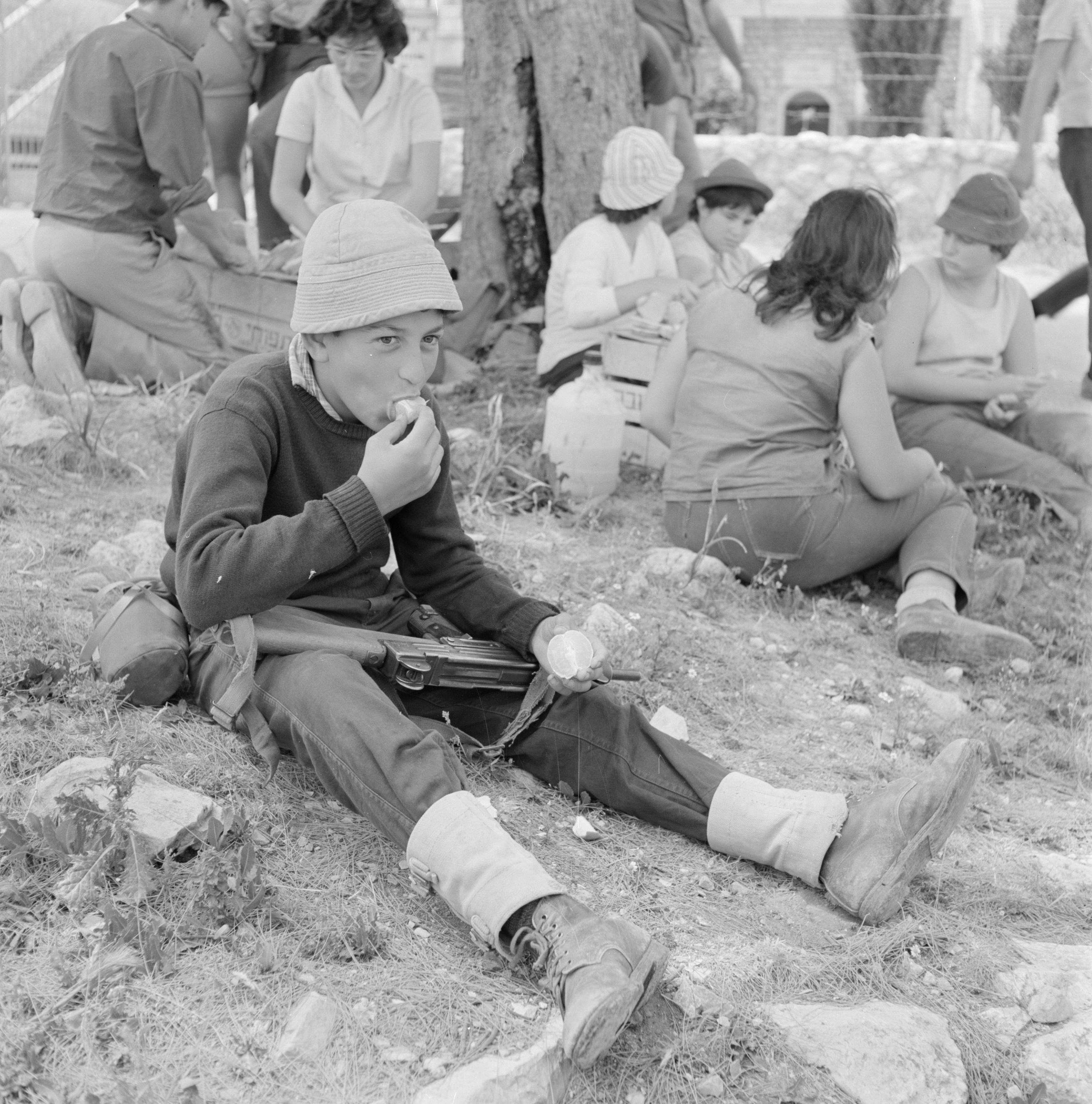
キブツからピクニックに出かけた一団の休憩中の写真。イスラエル人の青年はUZIで武装している。 （1964年1月1日）
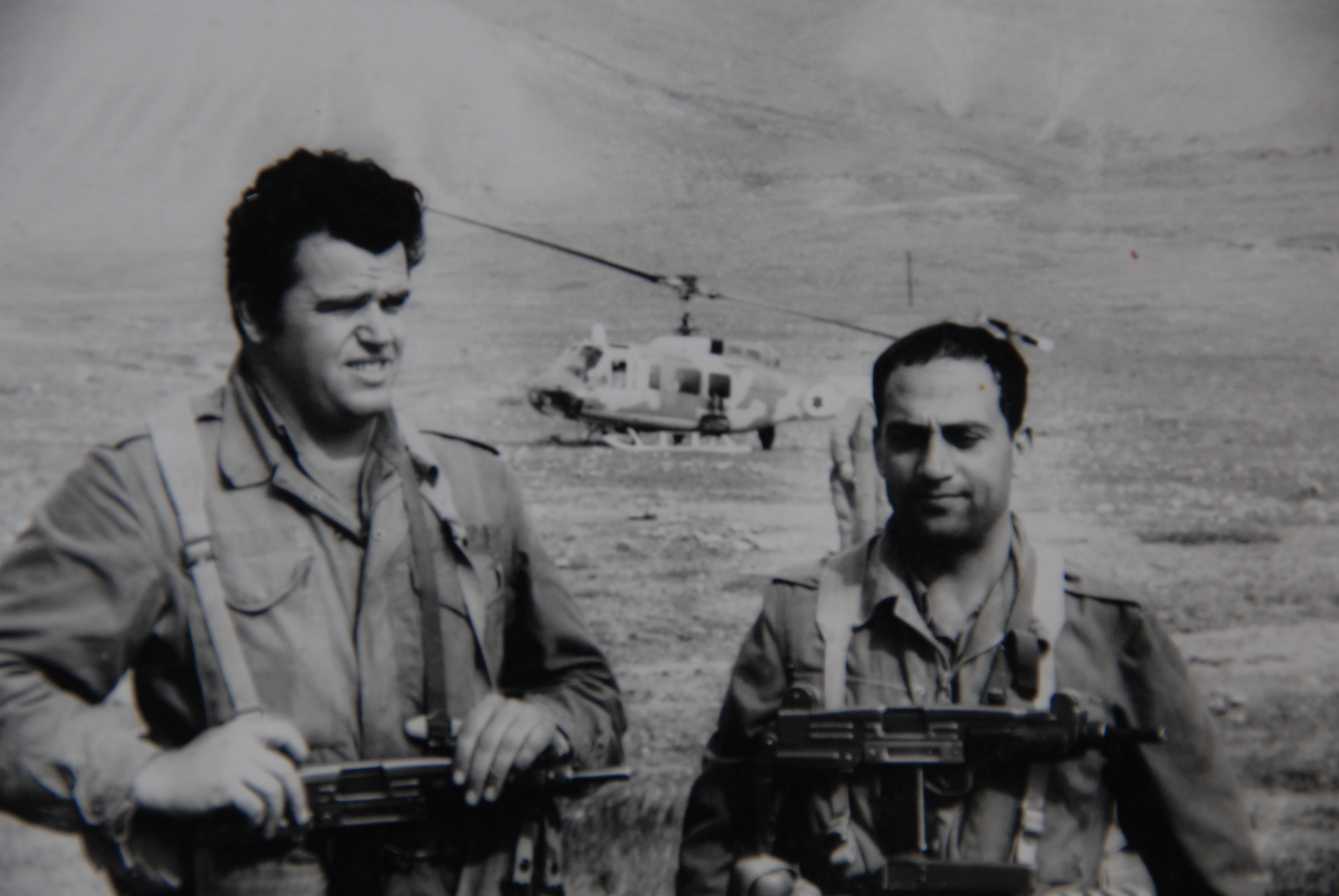
UZIを胸元に抱える第35空挺旅団の兵士 （1967 - 1972年頃）
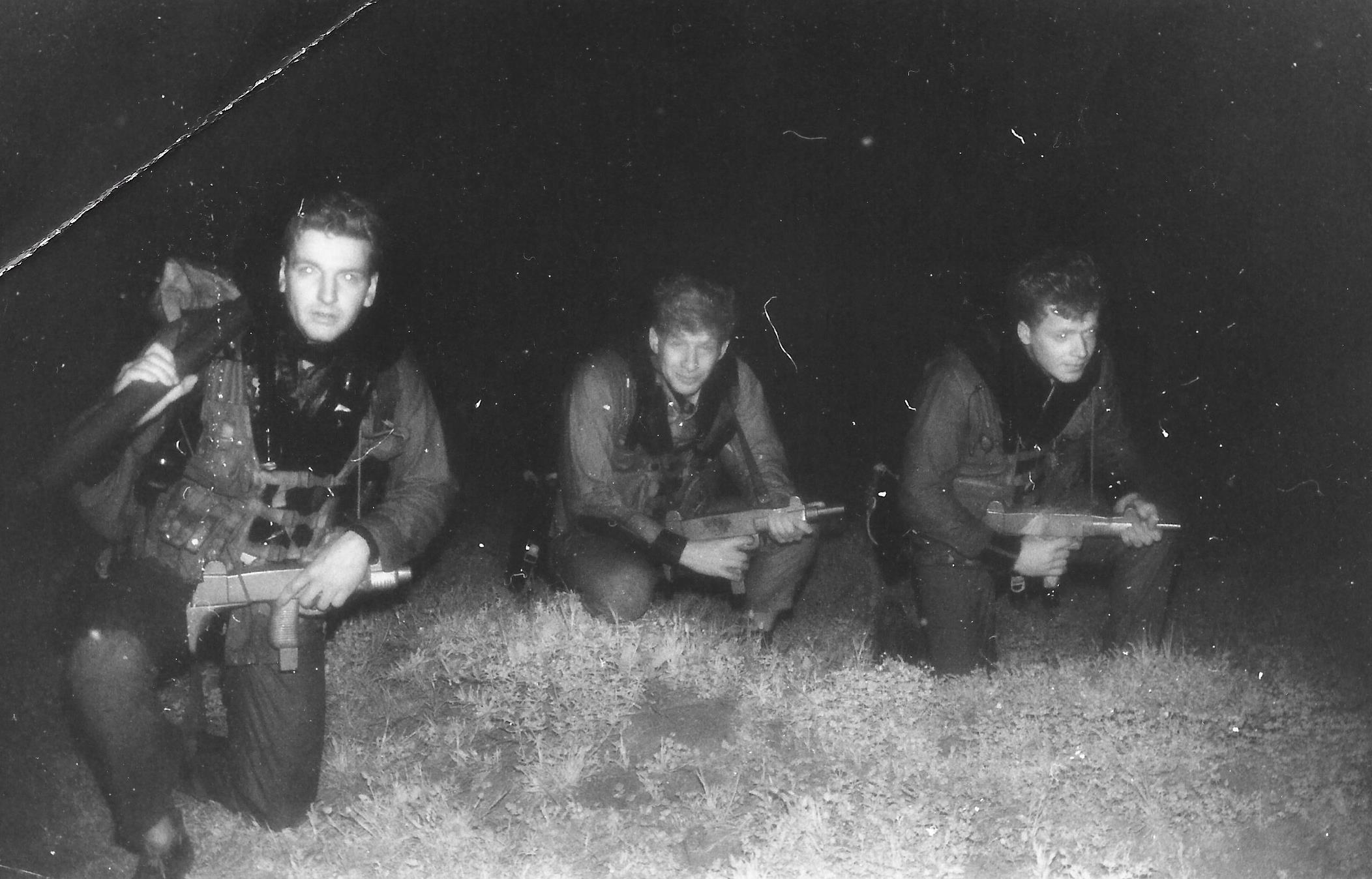
スエズ運河にて活動中のイスラエル海軍特殊部隊シャイェテット・13の隊員。訓練用のUZIのモックガンを持つ。 （1967年7月）
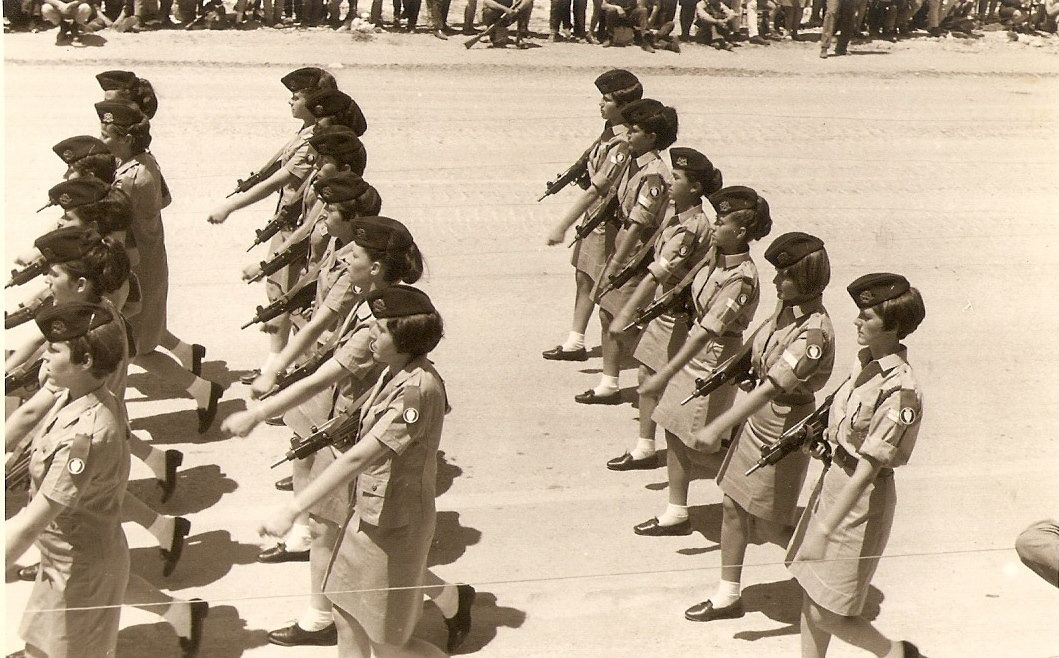
イスラエル独立20周年を記念した軍事パレードでUZIを手に行進する女性兵士 （1968年5月）
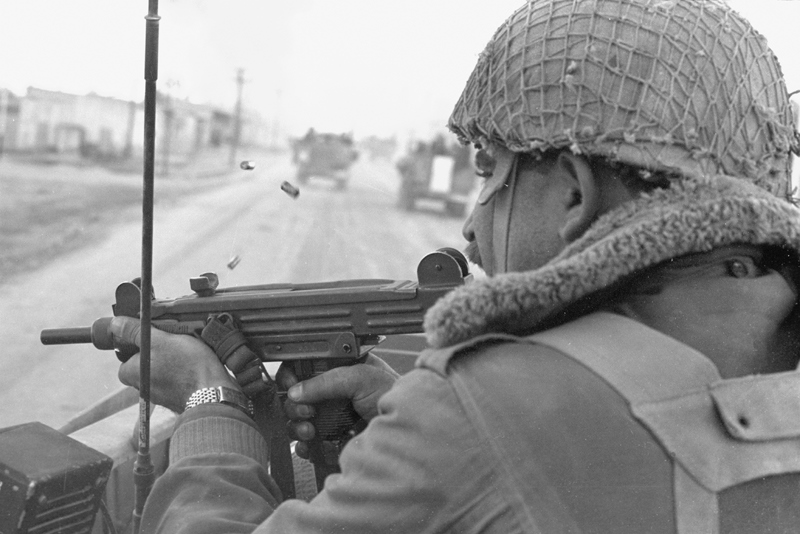
パレスチナのテロ組織を攻撃するため、ヨルダンへの越境作戦（インフェルノ作戦）を展開する第35空挺旅団の兵士。 戦車上からUZIを射撃している。 （1968年3月21日）
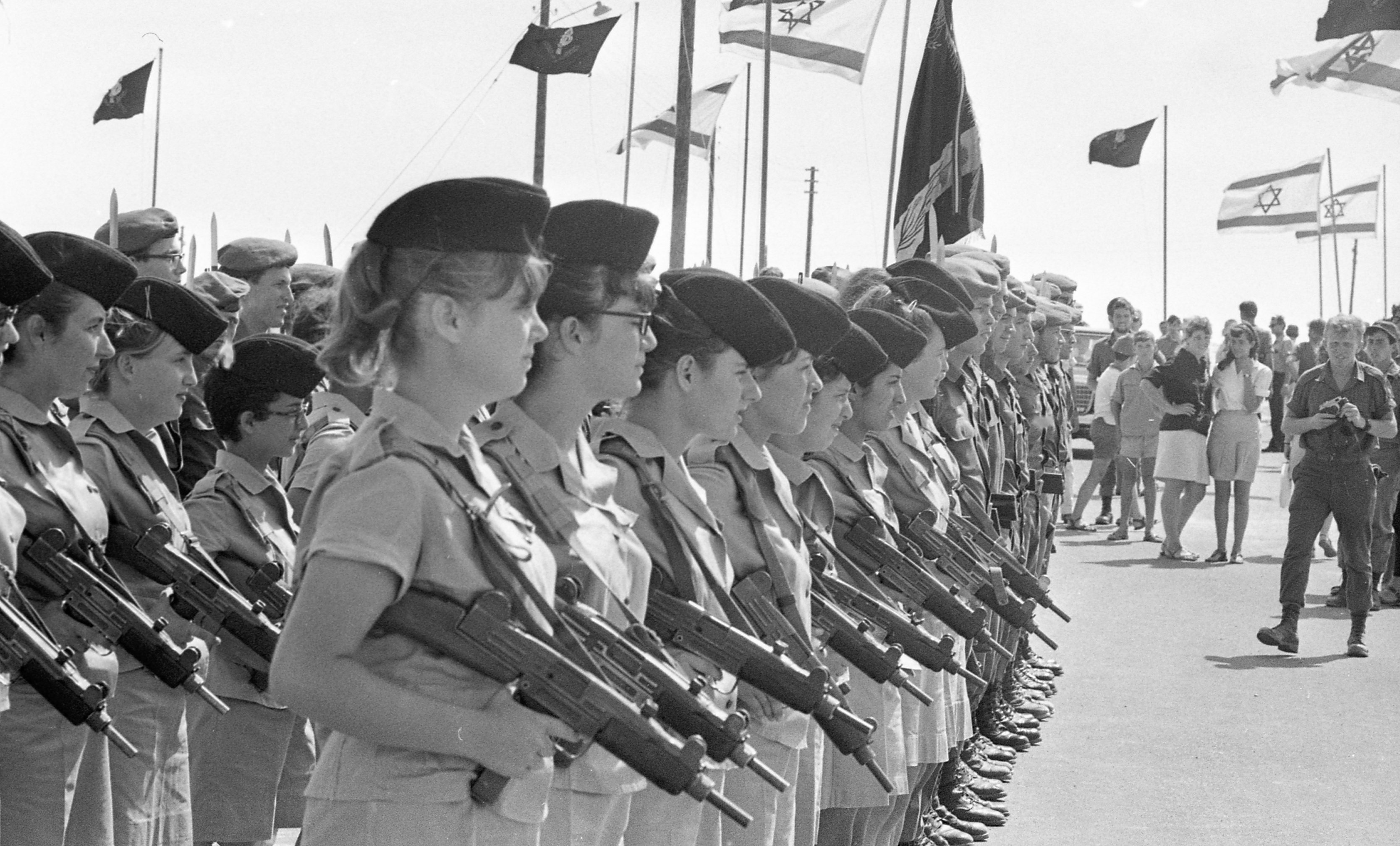
第3次中東戦争で獲得したシナイ半島に新設された軍事基地兼入植地のシナイ・ディクラでUZIを手に整列するイスラエル国防軍の女性兵士 （1969年7月13日）
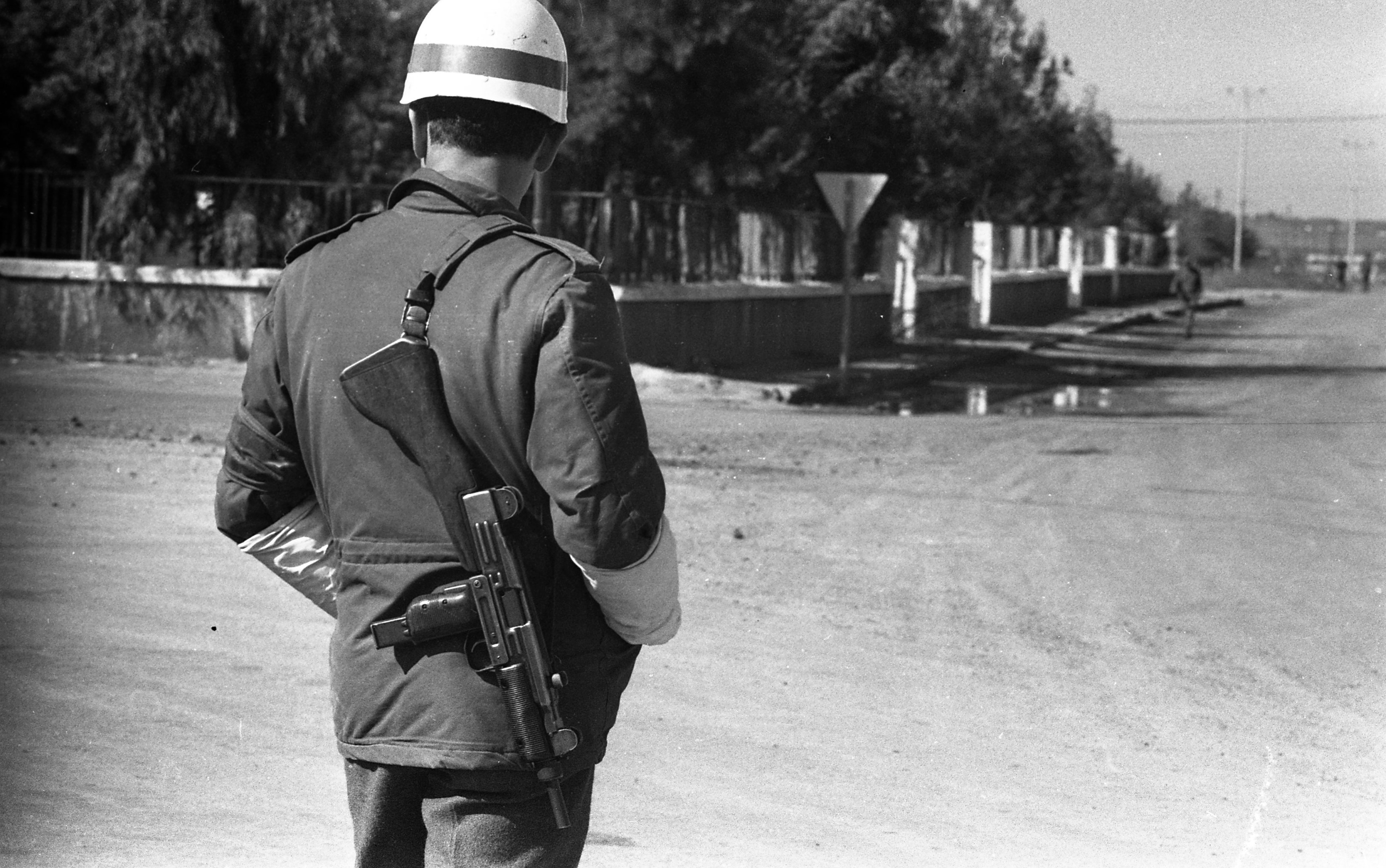
木製ストック付きのUZIを肩に掛け、街路を警戒するイスラエル国防軍の憲兵 （1969年）
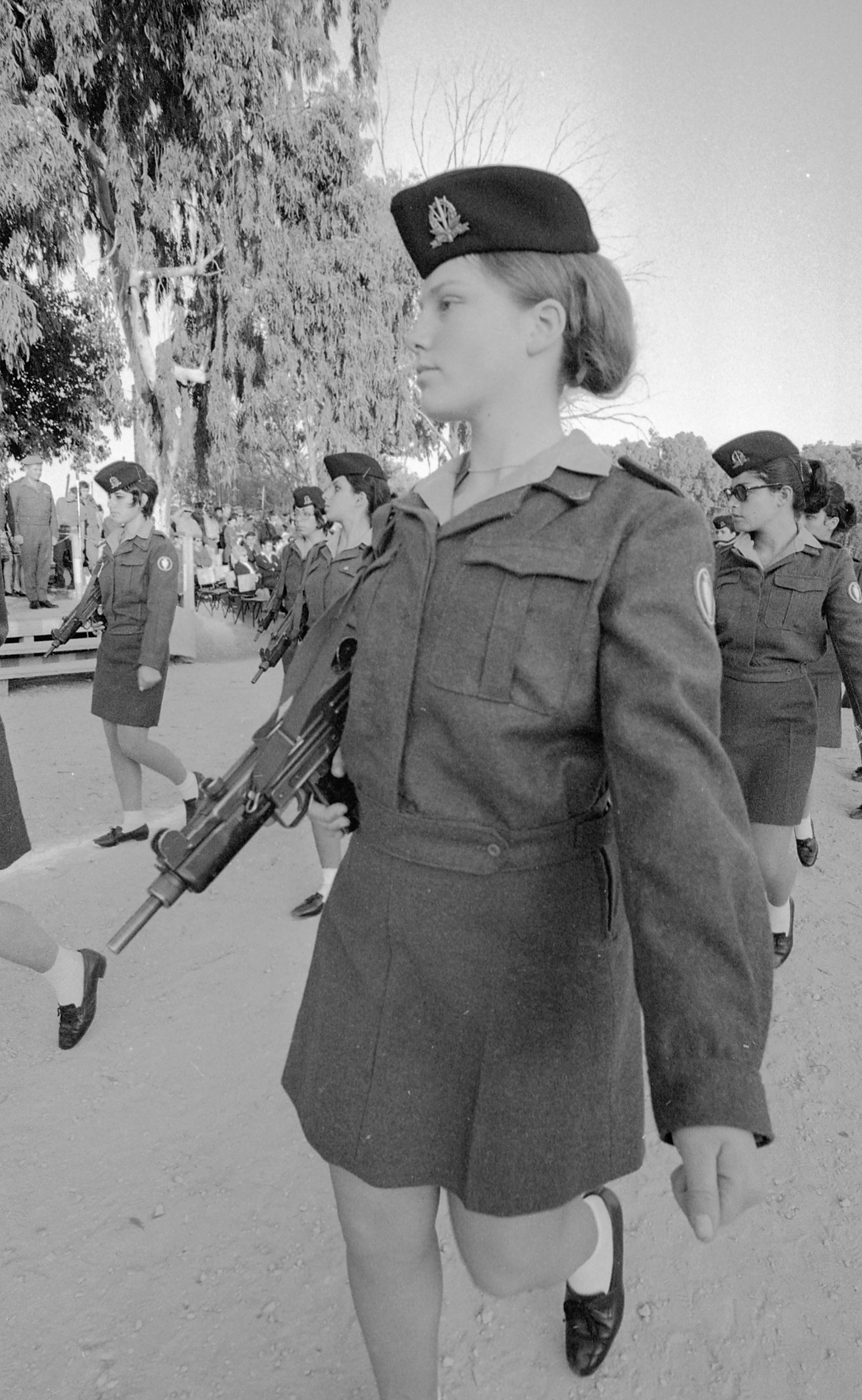
通信兵課程を修了しUZIを手に行進するイスラエル国防軍の女性兵士 （1969年）
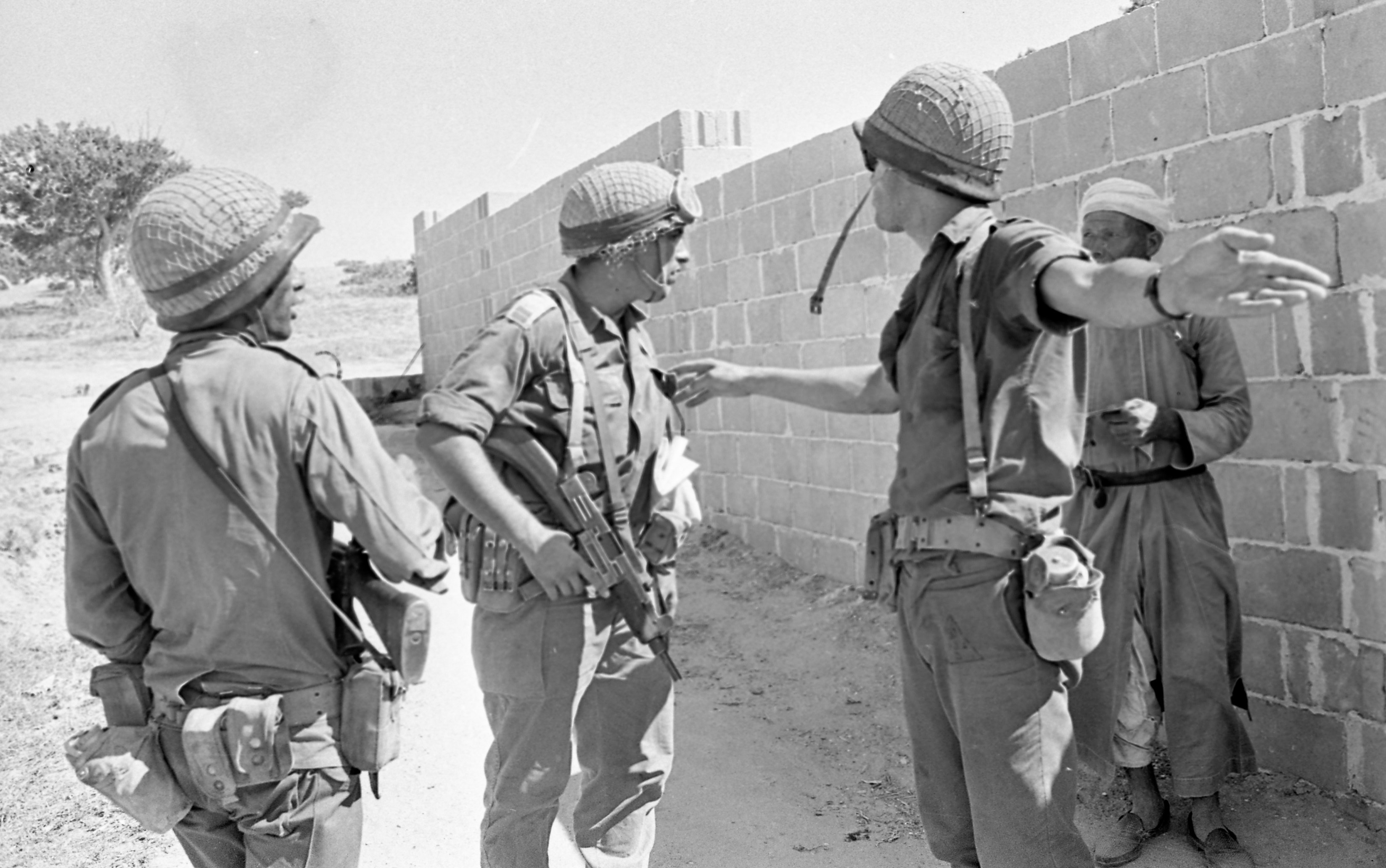
ガザ地区でテロリスト捜索をするイスラエル国防軍の兵士。中央の兵士は木製ストック付きUZIを持っている。 （1969年）
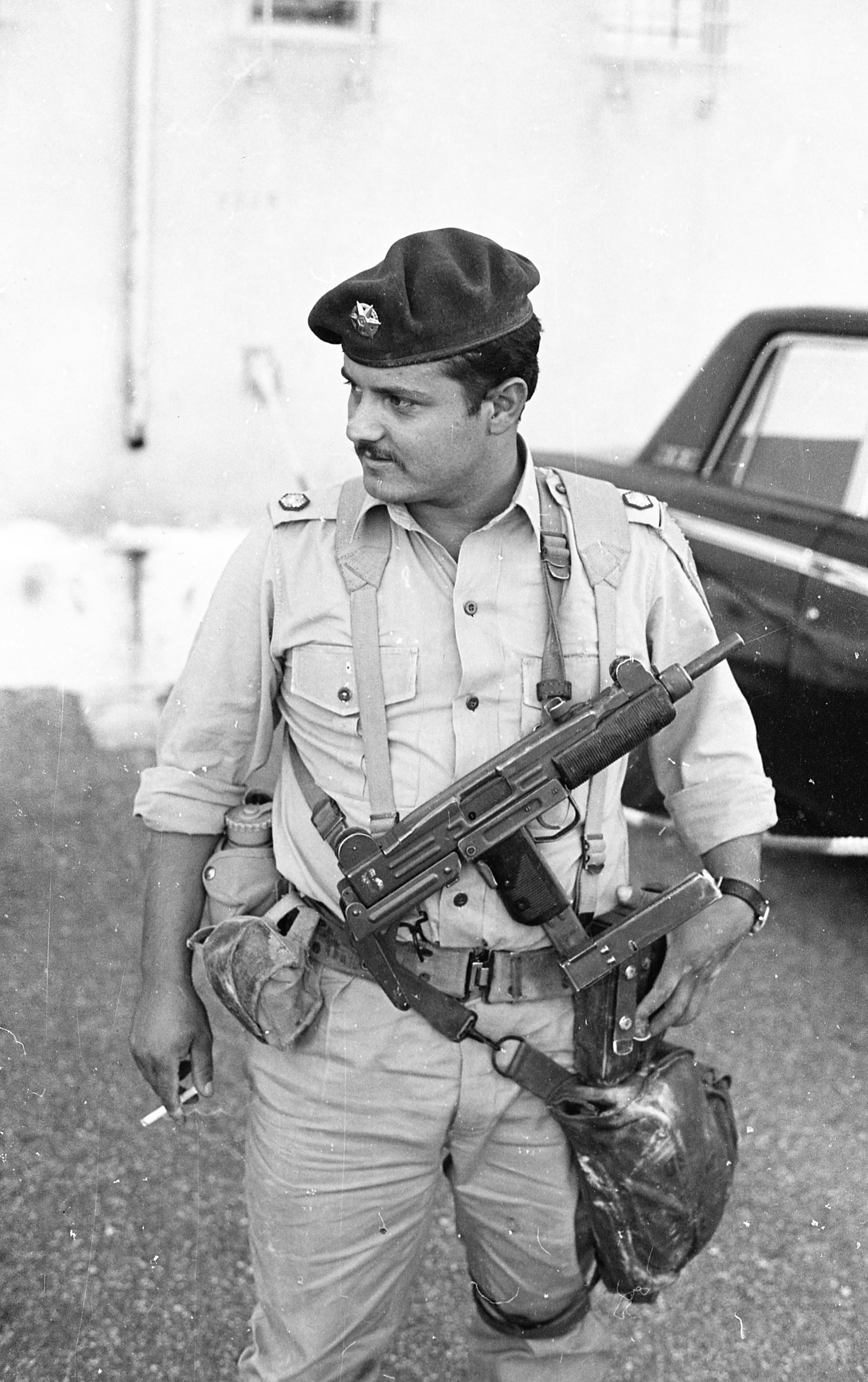
UZIを首に掛けるイスラエル国防軍の兵士。UZIには、再装填が容易になるよう特徴的なL字型のマガジンクリップを装着している。 （1969年）
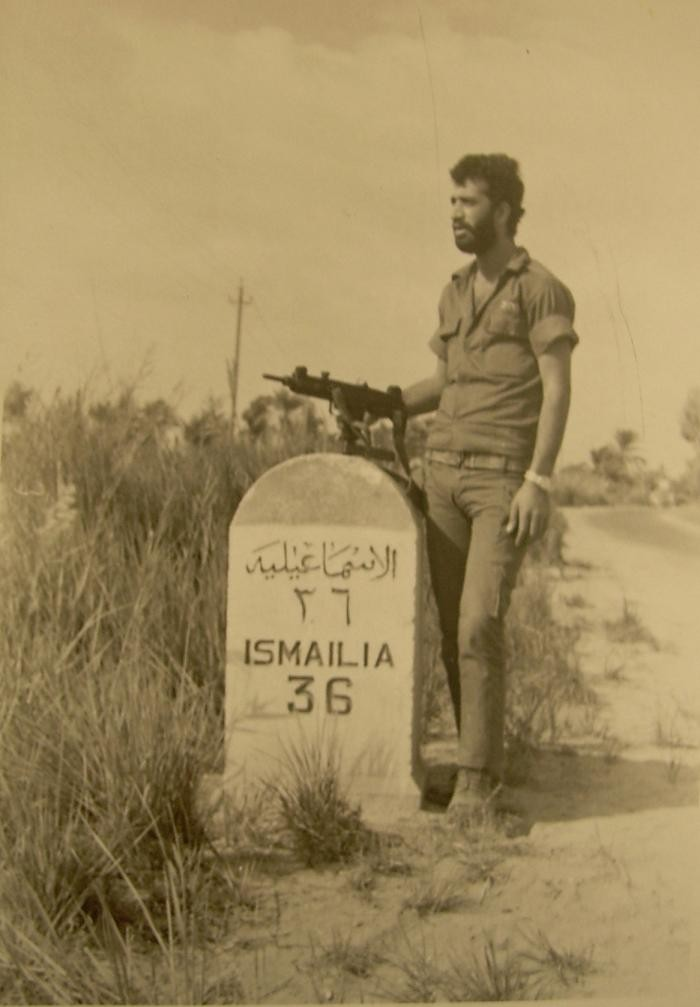
第4次中東戦争にてUZIを手にするイスラエル国防軍の兵士 （1973年）
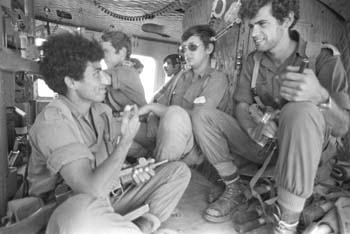
第4次中東戦争にてUH-1ヘリ機内でUZIを抱えるイスラエル国防軍の兵士(写真左) （1973年）
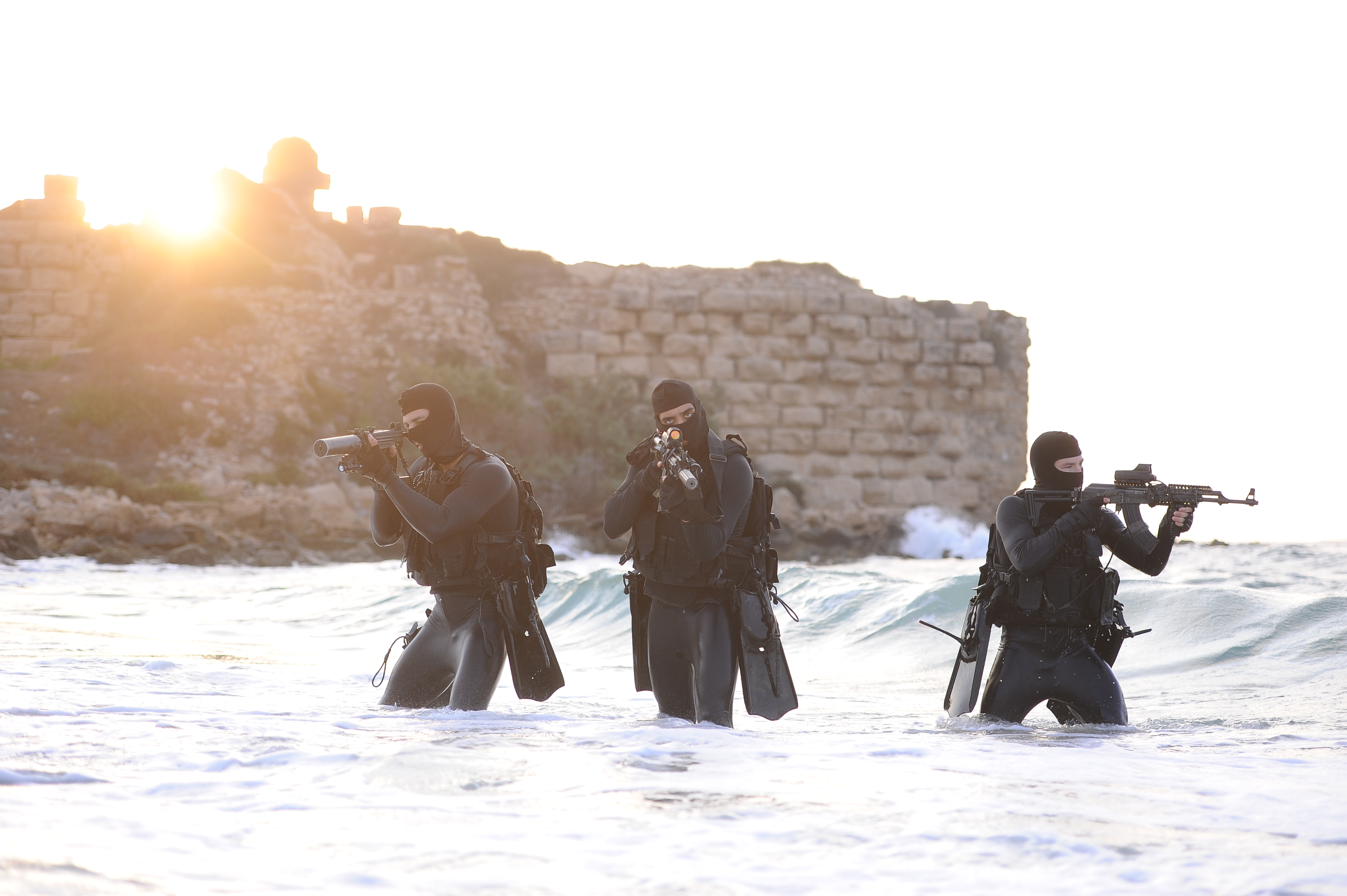
訓練中のイスラエル海軍特殊部隊シャイェテット・13の隊員。左の隊員がサプレッサー付きのミニUZIを構えている。 （2013年9月2日）
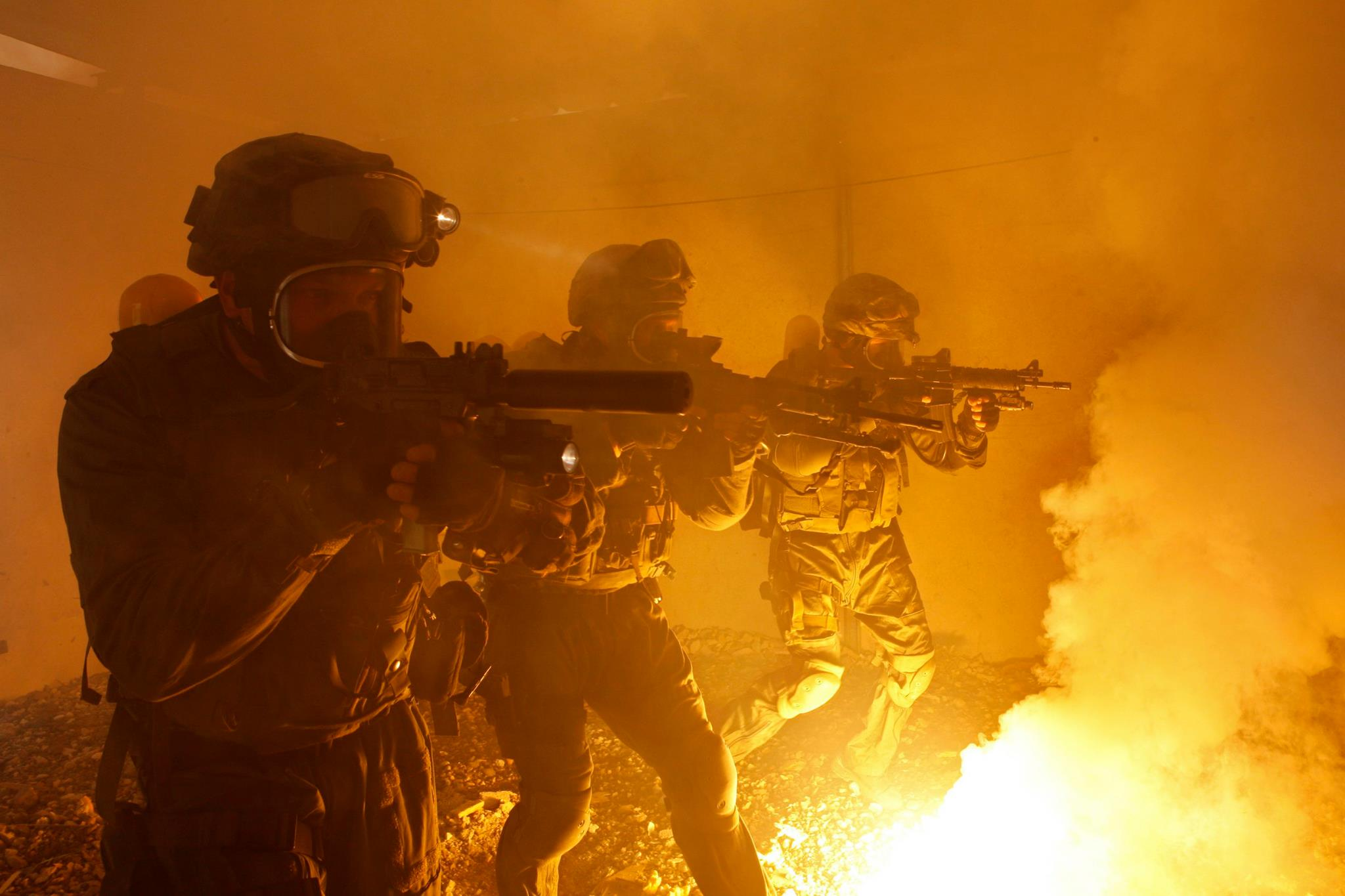
訓練中のイスラエル警察対テロ特殊部隊の隊員。手前の隊員がミニUZIを構えている。 （2017年8月15日）

諸外国での使用
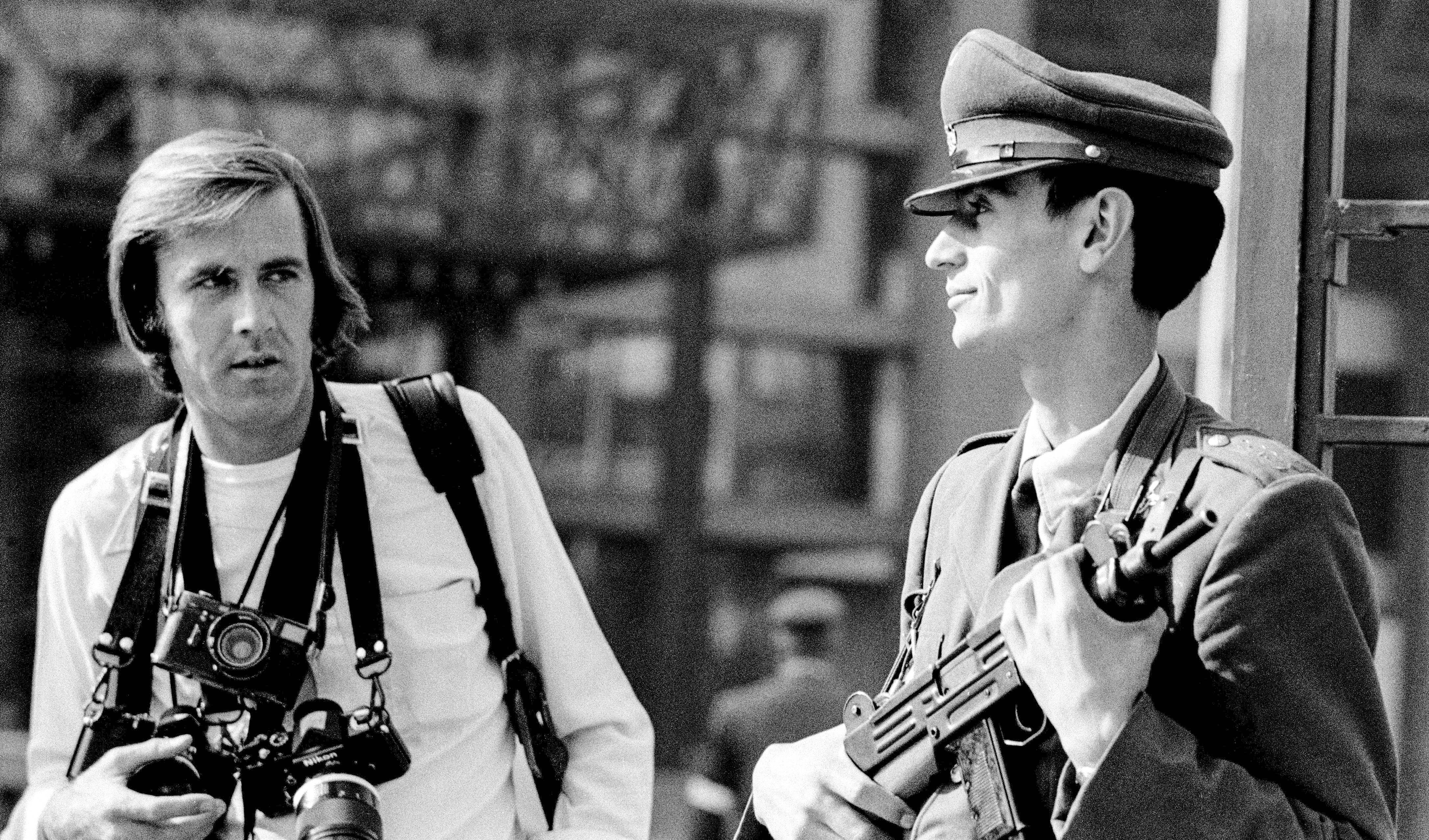
チリ・クーデター最中に撮られたUZIを持つチリ国家憲兵(写真右)。オランダの戦場カメラマン・チャズ・ジェレットセン(写真左)と共に写された。 （1973年9月11日）
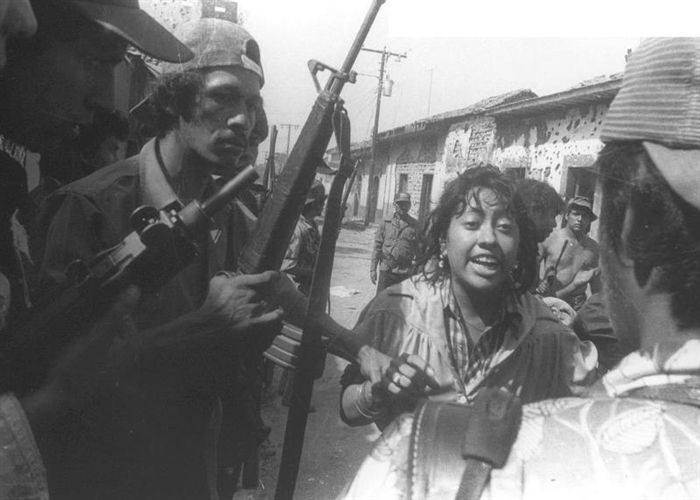
第2次ニカラグア内戦時のコントラ兵士。アメリカによって供与されたUZIを持つ(写真左)。 （1979年6月 - 7月ごろ）
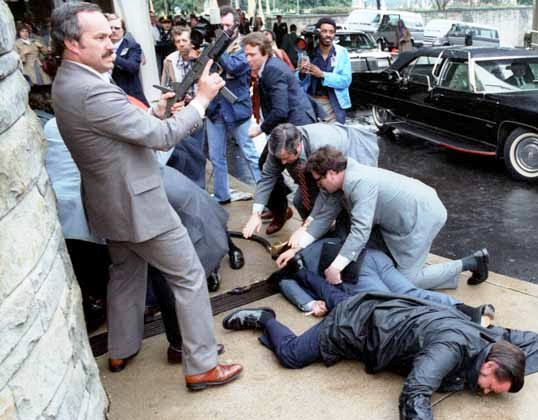
隠し持っていたUZIを取り出し、 ストックを引き延ばすシークレットサービス(写真左) （1981年 レーガン大統領暗殺未遂事件）
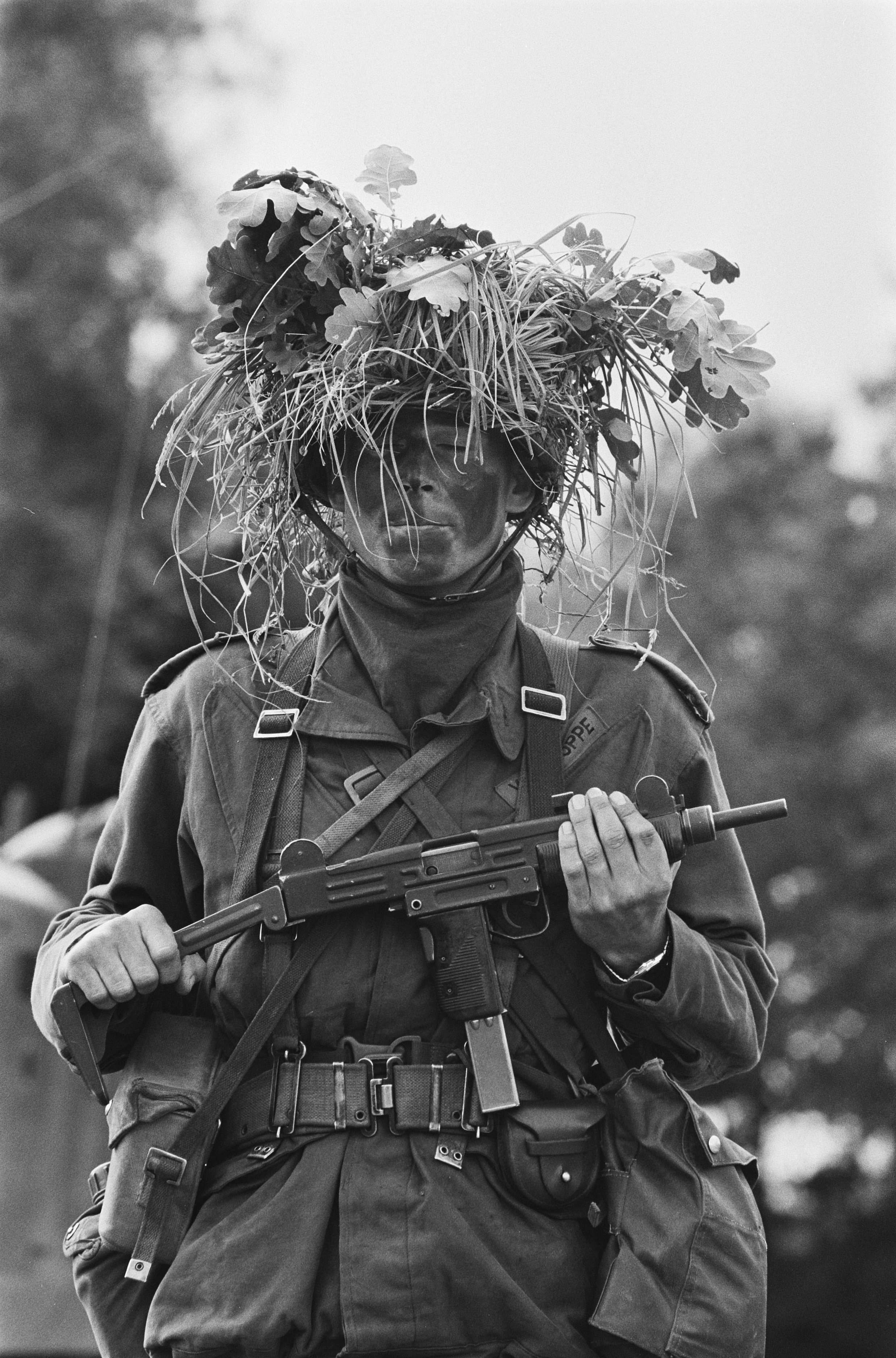
UZIを持つオランダ陸軍の兵士 （1986年8月20日）
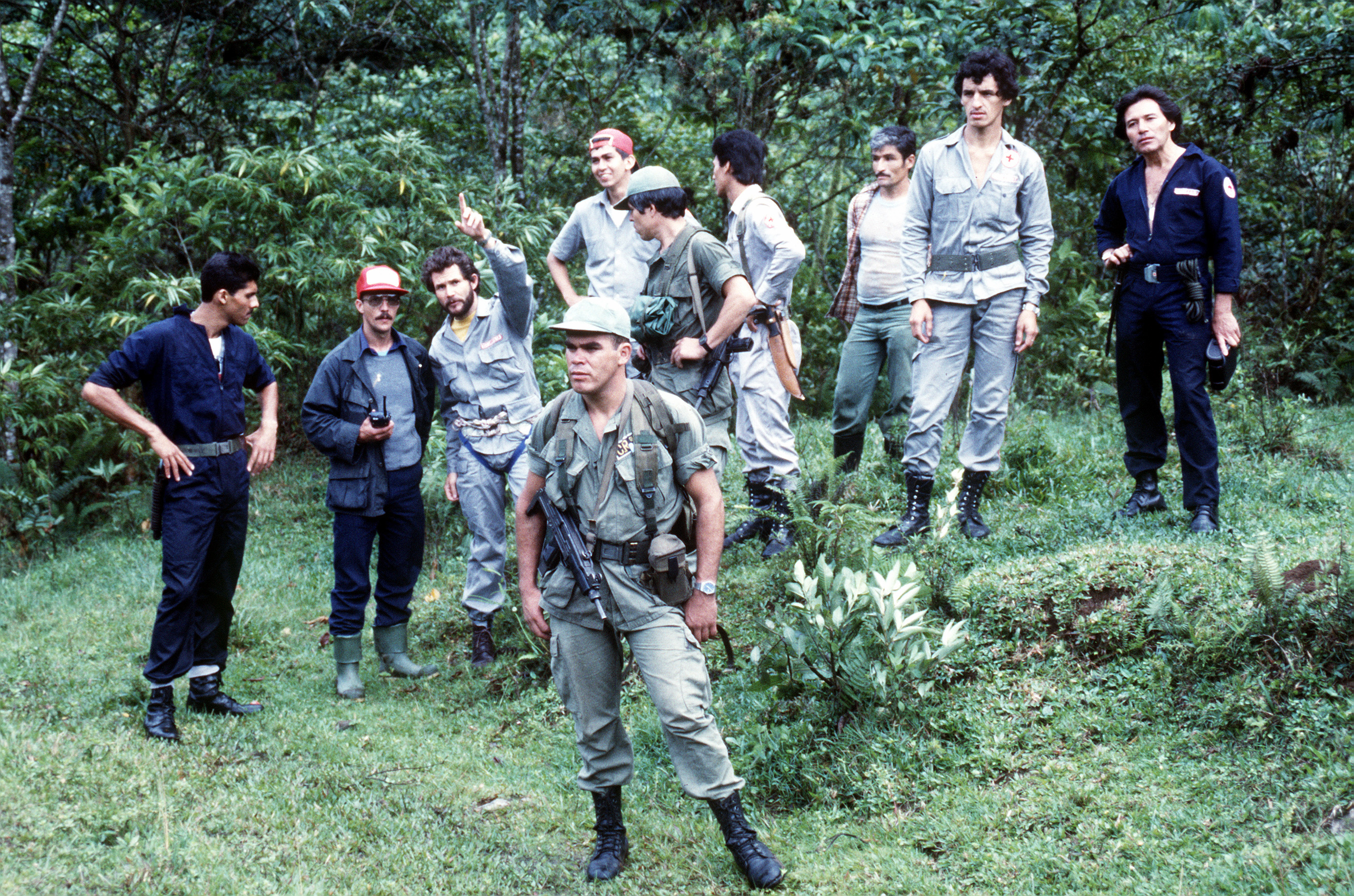
米陸軍グリーンベレーおよび赤十字社と協同して活動するUZIを持つコスタリカ武装警官（写真中央の2人） （1987年5月15日）
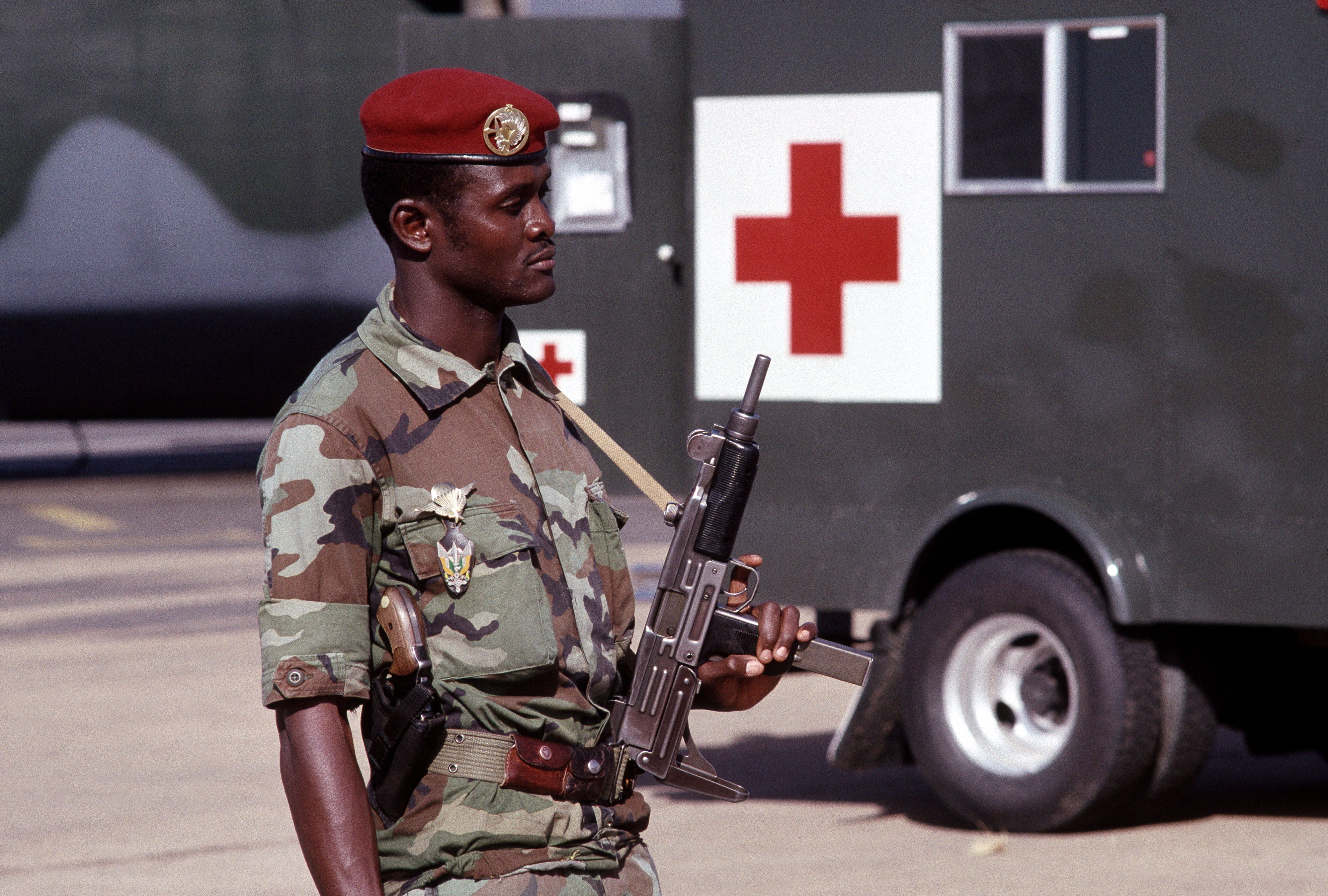
UZIを持つニジェール軍兵士 （1988年11月7日）
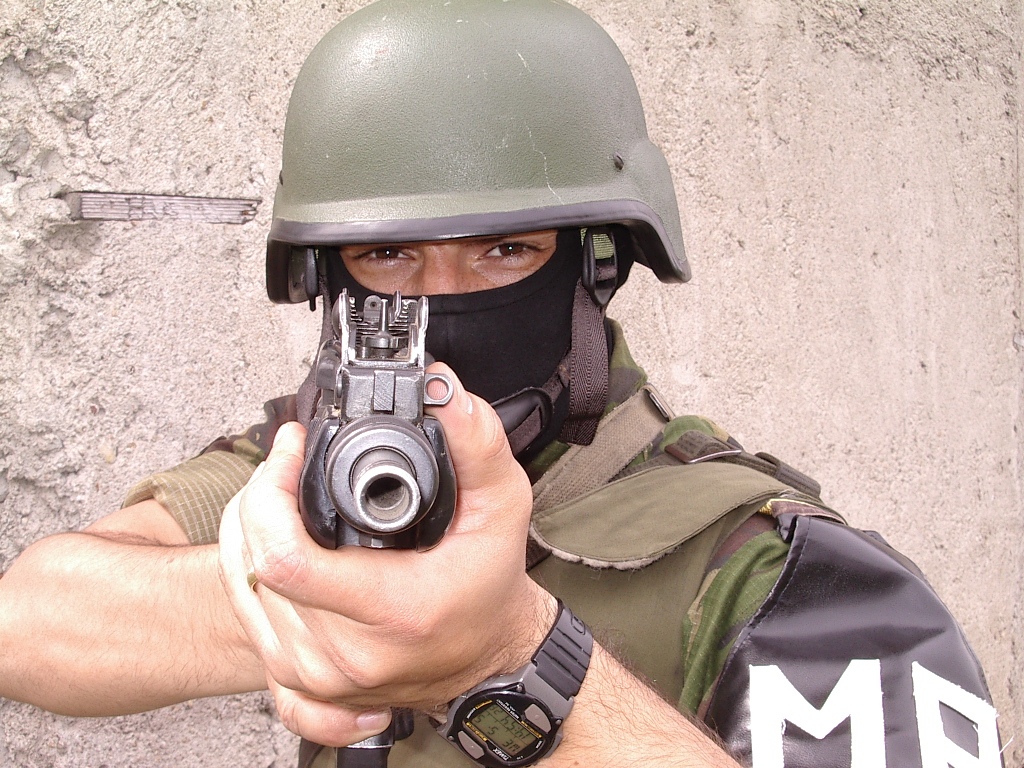
ミニUZIの射撃ポーズをとる、ルーマニア陸軍第265憲兵大隊の隊員 （2004年5月5日、イラク）
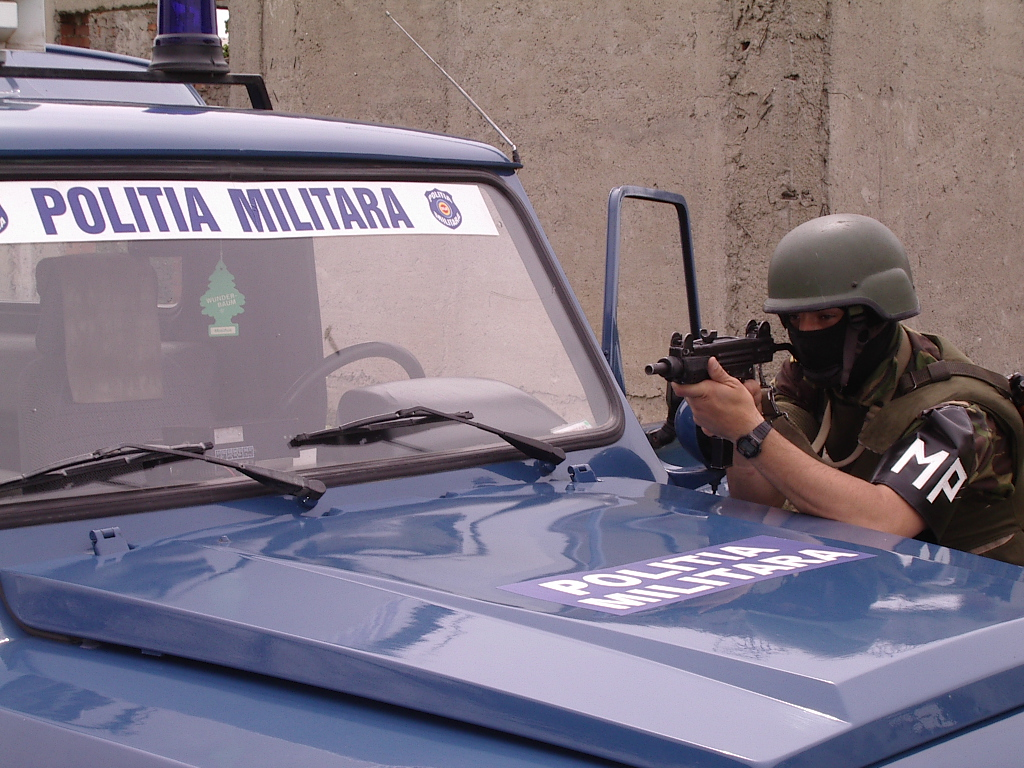
ミニUZIを構えるルーマニア陸軍第265憲兵大隊の隊員 （2004年5月5日、イラク）
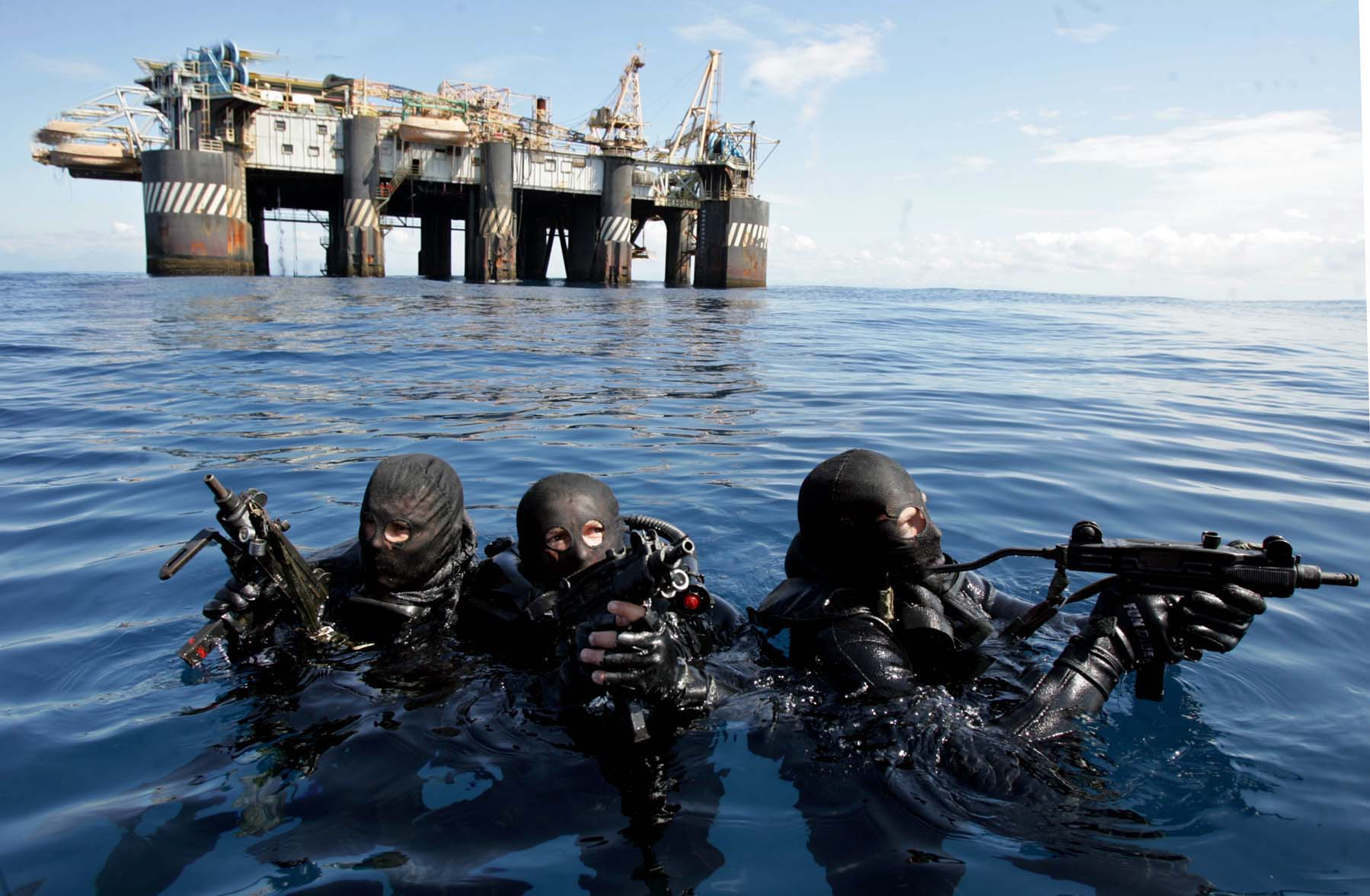
ミニUZIを手に潜水作戦訓練を行うブラジル海軍特殊部隊員 （2005年2月16日）
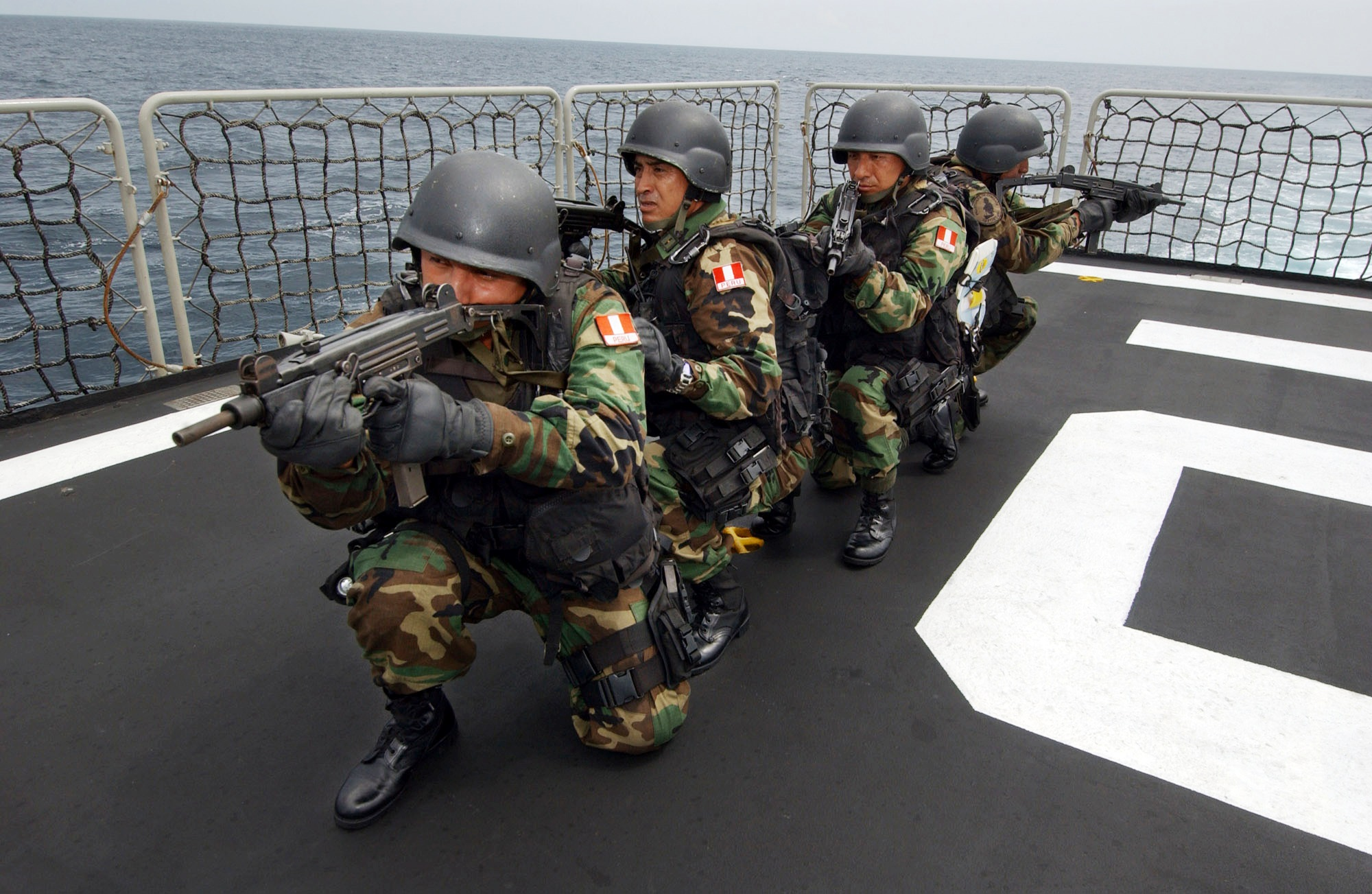
PANAMAX 2005演習にてルポ級フリゲート艦ビヤビセンシオ艦上でUZIを構えるペルー海軍特殊部隊員 （2005年8月12日）
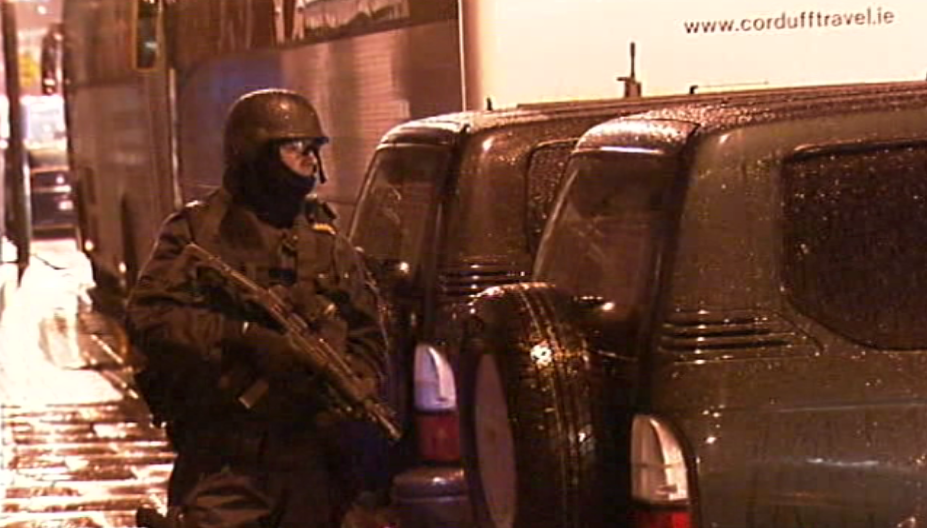
ダブリンで発生したギャングメンバー殺害事件の影響でUZIを手に市街地を警備するアイルランド警察の緊急対応ユニット(ERU)隊員 （2006年12月14日）
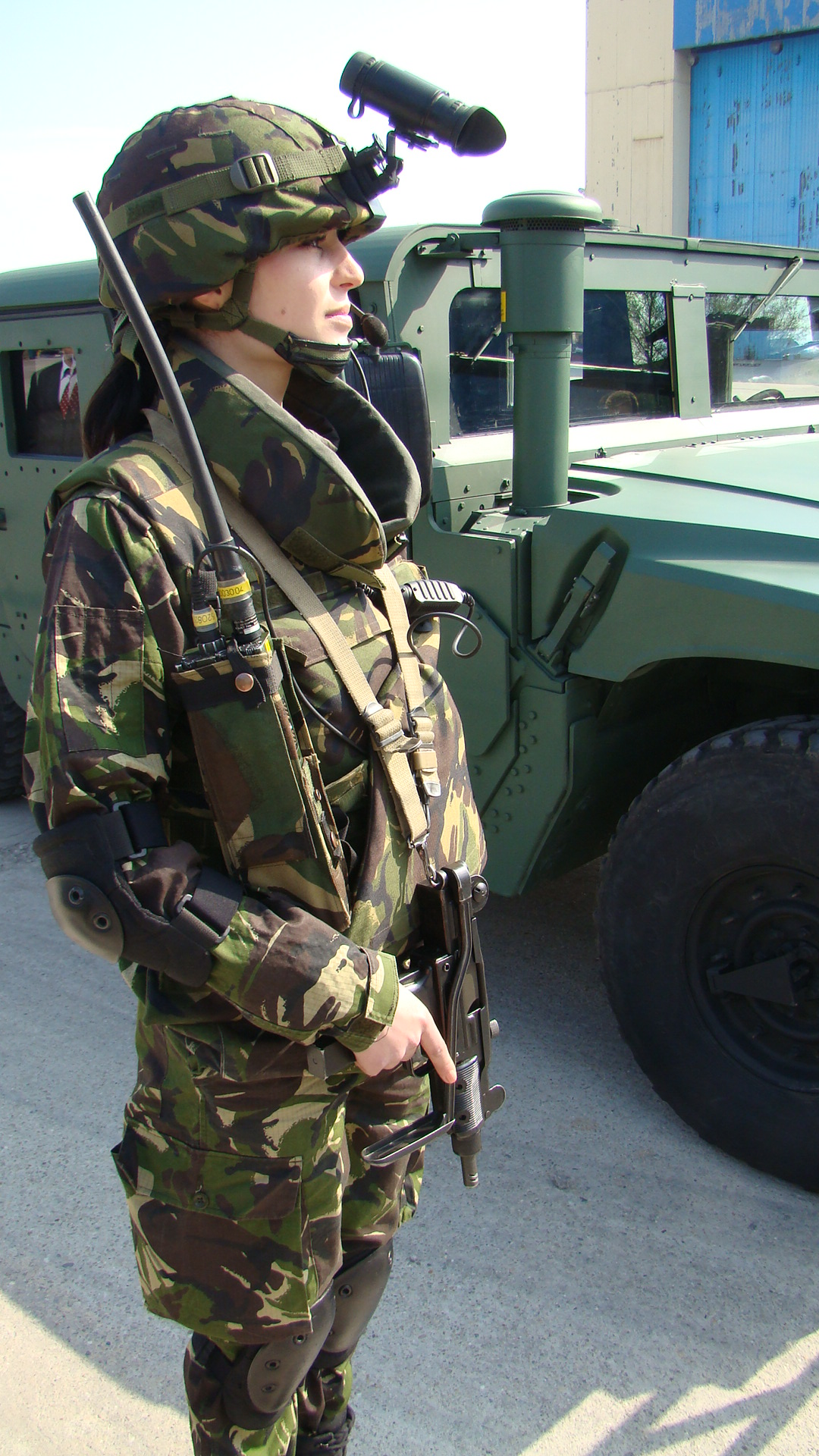
ミニUZIを持つルーマニア軍憲兵 （2007年3月26日）
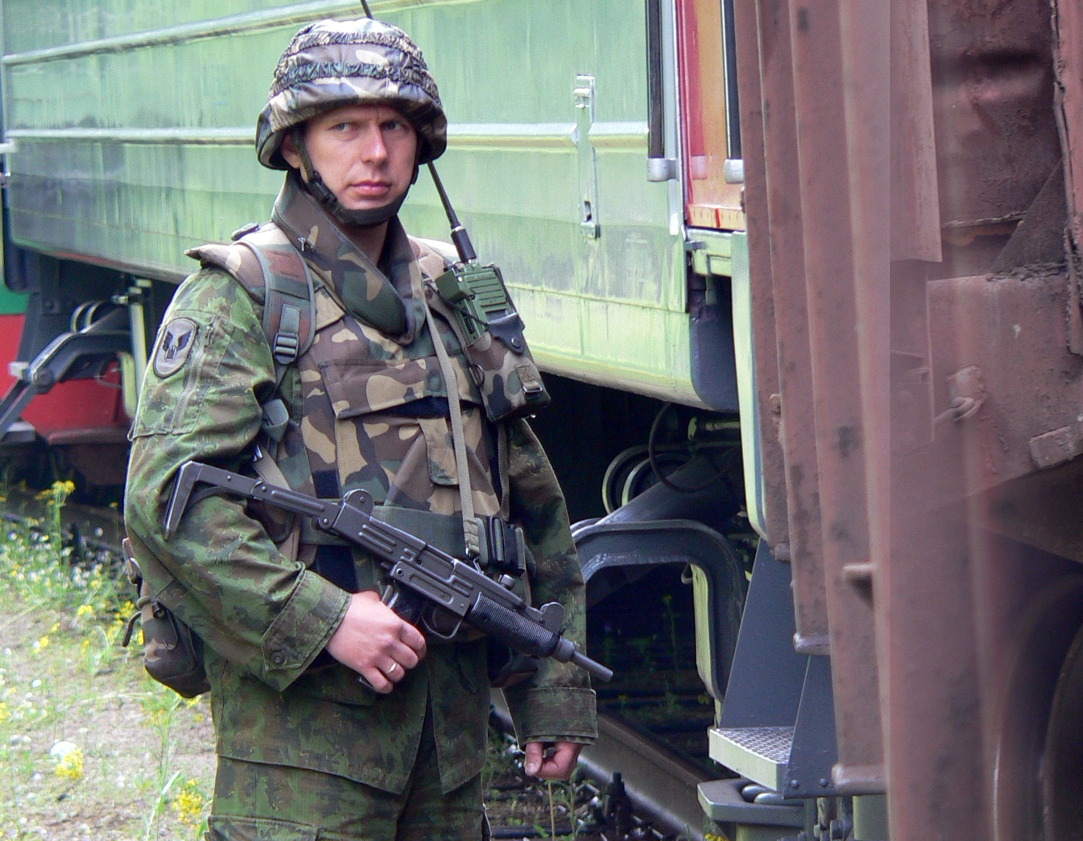
UZIを持つリトアニア軍兵士 （2009年10月23日）
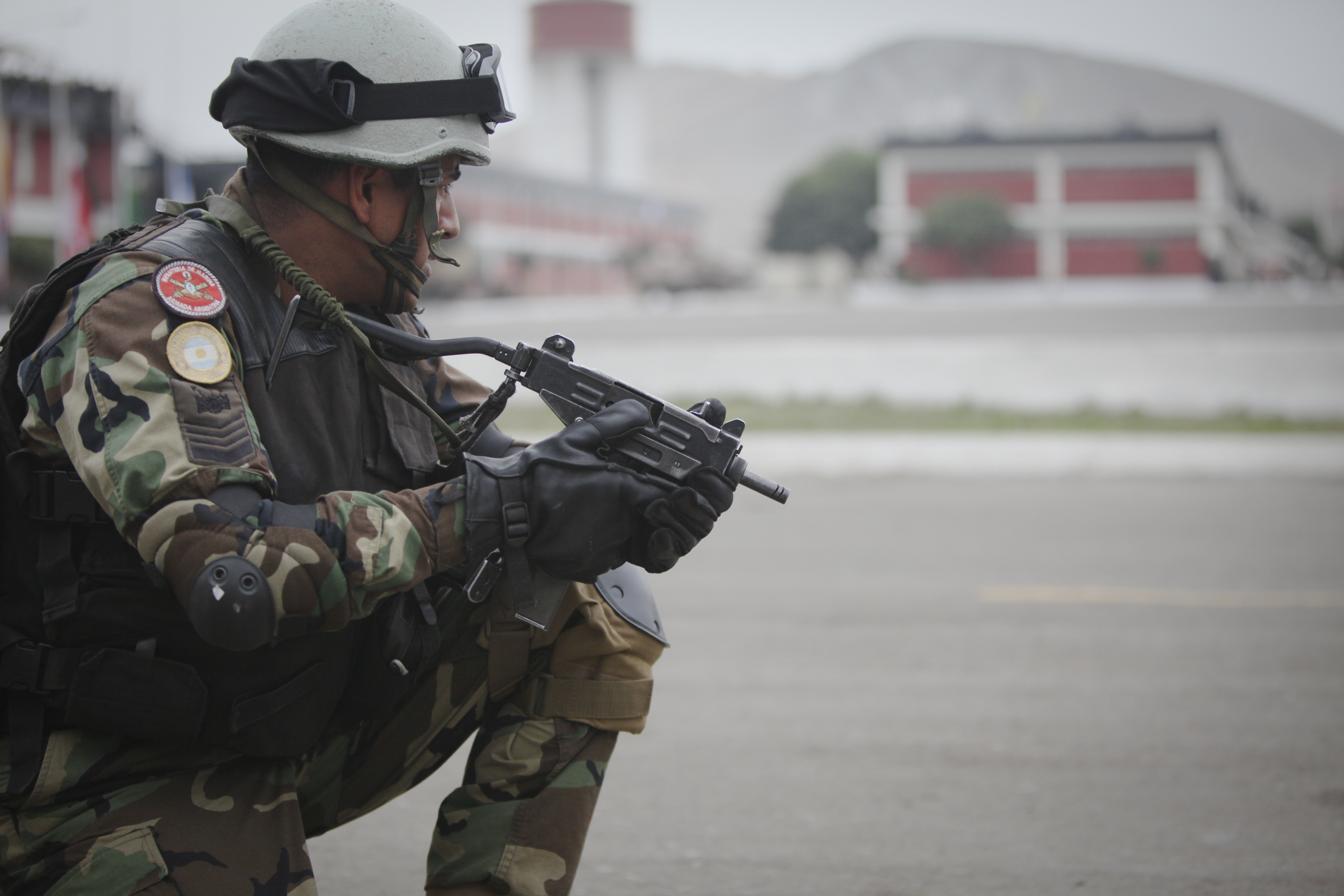
ペルーのアンコン地区で行われた多国籍合同演習に参加するマイクロUZIを持つアルゼンチン軍の特殊部隊員 （2010年7月19日）
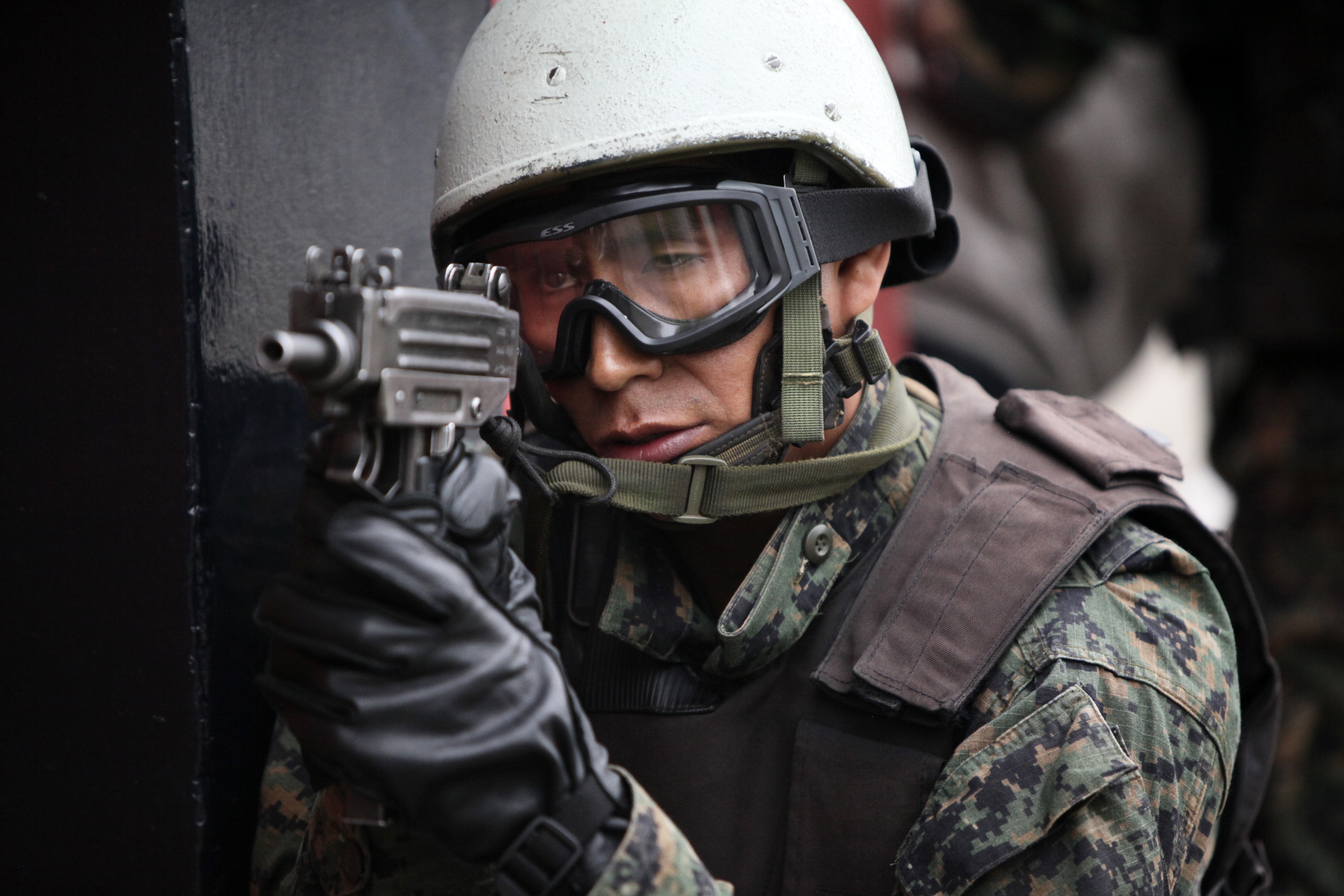
ペルーのアンコン地区で行われた多国籍合同演習に参加するマイクロUZIを構えるアルゼンチン軍の特殊部隊員 （2010年7月19日）
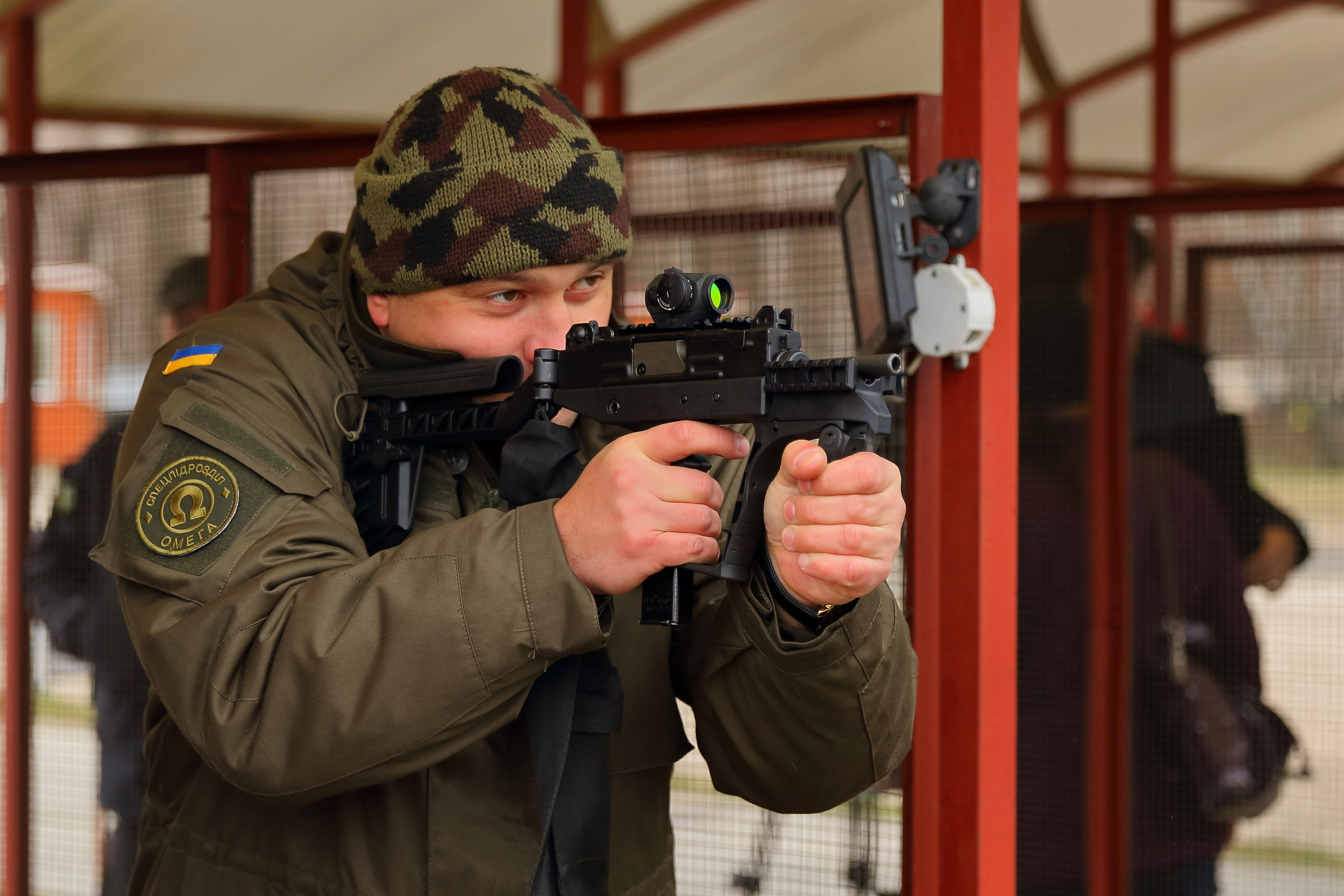
カスタマイズされたUZIプロを構えるウクライナ国家親衛隊の隊員 （2015年11月13日）

その他
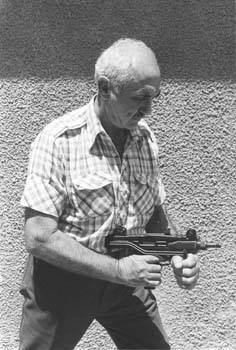
ミニUZIのストック(パットプレート部分)をグリップにして腰だめ撃ちするIMI ガリルの開発者イスラエル・ガリリ （1981年5月28日）
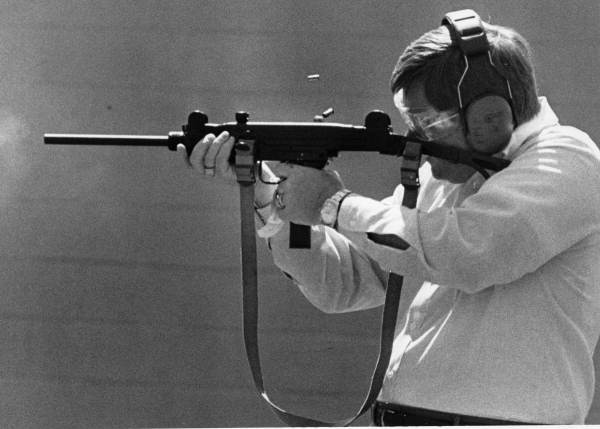
攻撃的火器として非合法化を検討するため、UZIカービンを試射するフロリダ州上院議員ジョン・グラント （1989年4月12日）
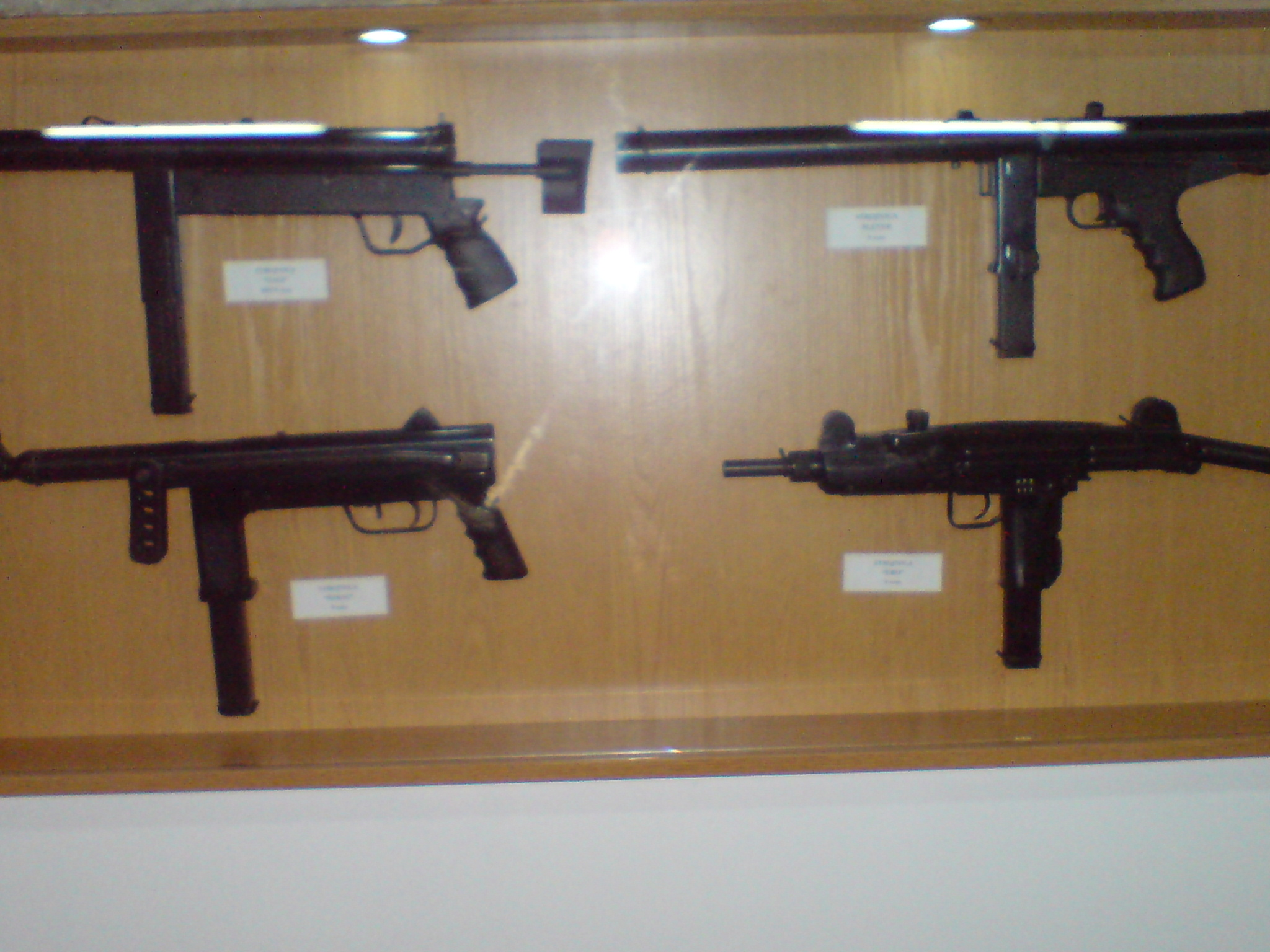
クロアチア紛争で使用されたクロアチア製の各種短機関銃の展示。 右下がUZIコピーのERO。 その他は、左上がザギM-91、右上がプレター91、左下Šokac短機関銃。
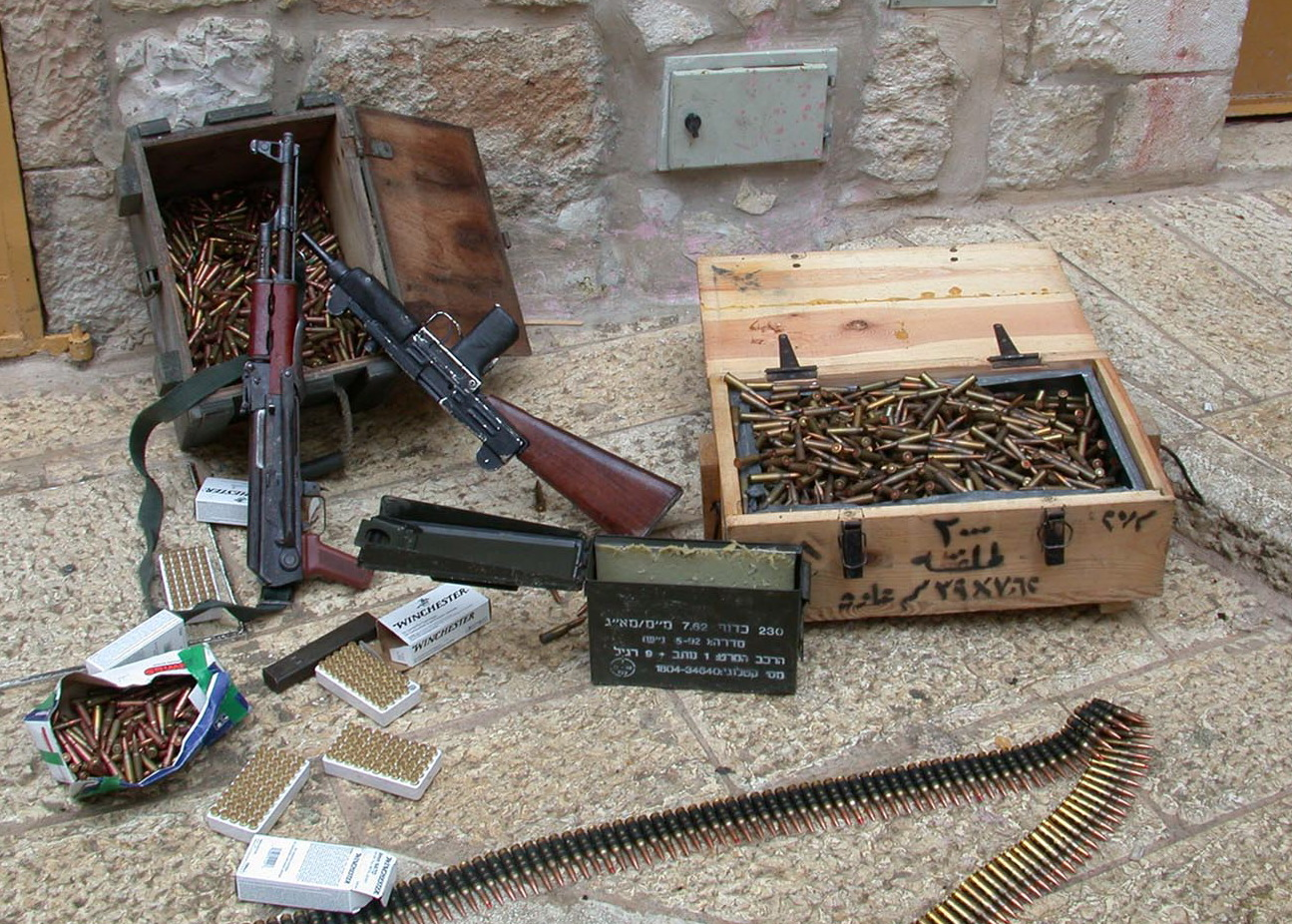
イスラエル国防軍によって押収されたテロリストの武器類。正規品ではない木製ストックが取り付けられたUZIがある。 （2002年4月4日）
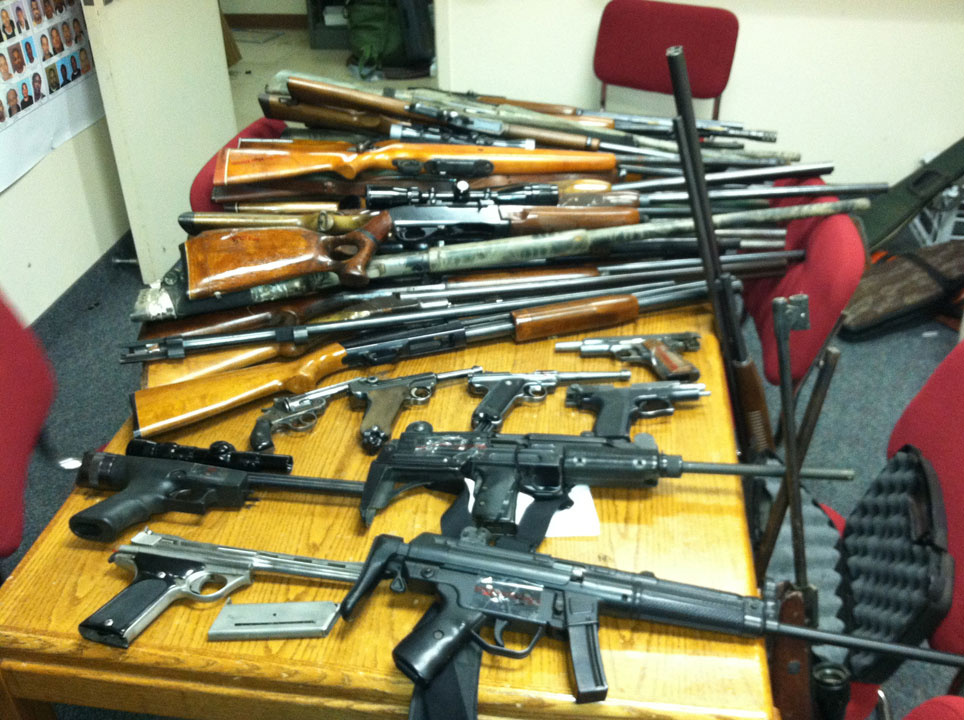
カリフォルニア州法務省によって公開された法執行機関による押収銃器の写真。UZIカービンが見える。 （2012年12月）

## 登場作品

### 映画・テレビドラマ
『007 美しき獲物たち』
後半のストライク廃鉱で、シリコンバレーの壊滅を目論むマックス・ゾリンが作業の大半が片付いた後、作戦の遂行と用済みになった作業員を始末するのを兼ねて、サンアンドレアス湖の底を爆破して坑道内へ大量の水を引き込み、水から逃れようと高台を目指す作業員には部下のスカーピンと共に本銃で銃撃を行う。
『48時間PART2/帰って来たふたり』
アイスマンがUZI ピストルを使用。
『BLOODY MONDAY』
テロ組織の1人が所持。民家に乱射する。
『CSI:科学捜査班』
第10シーズン「ベガスに死す」に登場。射撃場の壁に飾ってある。
『F/X 引き裂かれたトリック』
主人公（ブライアン・ブラウン）および敵が使用。
『REDリターンズ』
「カエル」の異名を持つスパイがマイクロ UZIを使用する。
『S.A.S. 英国特殊部隊』
バスジャック時に登場。
『あぶない刑事シリーズ』
標準モデルを、映画版第1作で犯人の豹藤、第2作ではクライマックスに大下刑事、第3作では殺し屋の結城がストーリー序盤に使用し、それを大下刑事に奪われる。第4作ではテロリストリーダーの柊、TVスペシャル'98ではクライマックスに大下刑事がそれぞれ使用。また、第4作クライマックスに大下刑事がマイクロ UZIを使用。
『アンダー・ファイア』
オーツ（エド・ハリス）が使用。
『イレイザー』
ロバート・ドゥゲラン捜査官（ジェームズ・カーン）が動物園で使用。また、ジョニー・カスティリオーネ（ロバート・パストレリ）が最終決戦で敵から奪って使用。
『エンド・オブ・ホワイトハウス』
ホワイトハウス中での銃撃戦でシークレットサービスがミニUZIを使用。
『男たちの挽歌』
終盤でミニ UZIをマーク（チョウ・ユンファ）が使用。また、続編の『男たちの挽歌 II』でもマークの双子の弟、ケンが使用。
『キャッシュトラック』
覆面強盗の1人がミニUZIを使用。
『科捜研の女』
ミニ UZIを犯人の部屋から押収する。
『グラン・トリノ』
在米モン族のギャングが所持。いざこざになったアメリカ人の1人がリボルバーを抜いたのに対してモン族の1人がUZIを抜き、恐れをなしたアメリカ人が逃げ出す。
『ゴジラvsデストロイア』
警視庁特殊部隊「SUMP（サンプ）」の使用銃器として登場。
『コマンドー』
主人公のジョン・メイトリックス大佐が港と敵アジトでの戦闘で使用する他、ベネットがマイクロ UZIをメイトリックスに向けて撃とうとする。
『サドン・デス』
テロ組織の一部メンバーおよび、主人公（ジャン＝クロード・ヴァンダム）が終盤でサプレッサー付きのものを奪って使用。その他、マイクロ UZIも同様。
『ザ・シークレット・サービス』
シークレットサービスとSWATが装備。
『地獄のコマンド』
チャック・ノリスがマイクロ UZIを両脇にぶら下げて使用。
『地獄のデビルトラック』
カートが武器庫から持ち出し、暴走した無人のアイスクリーム販売トラックに対して使用し、破壊する。
『シュリ』
金相美演じる北朝鮮工作員が使用。KNP-SWATの隊員3名が(視認出来る限り)これにより被弾。
『戦争の犬たち』
映画版で、主人公率いる傭兵部隊がUZIで武装している（原作小説ではMP40を使用している）。
一部のシーンではイングラムM10を改造したもの（後述「Fake Uzis」の節参照）が用いられている。
『ゾンビコップ』
冒頭の宝石店強盗2人組および、主人公（トリート・ウィリアムズ）がクライマックスで敵から奪って使用。
『ダーティハリー4』
主人公抹殺のために現れた3人組の殺し屋のうち、2人が使用。
『ダーティハリー5』
冒頭と中盤に登場する殺し屋が使用。

『ターミネーター』
T-800がアラモ銃砲店にて調達。店主への注文の言葉は「ウージー 9mm口径（UZI 9mm）」その後、テクノワールで標的のサラ・コナーをAMTハードボーラーで撃ち殺そうとしたところをカイル・リースからショットガン（イサカM37）で撃たれて転倒時にハードボーラーを落とし、その代わりに使用。銃撃戦の末サラを撃とうとするが弾が切れ、マグチェンジを行い、安全装置を解除した瞬間カイルに背後から撃たれ、その際ハードボーラーと同様に落とす。
『ダイ・ハード3』
トンネル内をトラックで金塊移送しているテロリストが所持。
終盤でジョン・マクレーンが船に潜入したとき、発砲してきたテロリストから奪って使用。
『チャック・ノリスの 地獄のヒーロー2』
敵および主人公（チャック・ノリス）が使用。
『沈黙の逆襲』
UZI カービンが登場。
『沈黙の戦艦』
テロ組織のメンバーであるドーマー（コルム・ミーニイ）が所持。
『デッドフォール』
主人公のタンゴ（シルヴェスター・スタローン）とキャッシュ（カート・ラッセル）が最終決戦で敵からミニ UZIを奪い使用。
『デルタ・フォース』
主人公のスコット・マッコイ少佐（チャック・ノリス）を始めとするデルタフォース隊員がミニ UZIを使用。
『デルタフォース2』
敵の一部が使用。
『デルタフォース3』
アメリカとロシアの軍隊で編成された特殊部隊の一部隊員がミニ UZIを使用。また、ラストでテレビ局を占拠するテロリストが同じものを使用。

『トゥルーライズ』
「真紅のジハード」構成員が所持。
『ナショナル・セキュリティ』
ナッシュとその部下が使用（ナッシュは中盤で使用）。
『日本以外全部沈没』
北の将軍様や、石山防衛庁長官を奇襲した配下の工作員が使用。将軍様が発砲したものには、サプレッサーが組み込まれている。
『ネイビー・フォース/テロリスト壊滅作戦』
アメリカの特殊部隊らが使用。
『ハードボイルド/新・男たちの挽歌』
國村準演じる殺し屋が、料理店でマイクロ UZIを使用。他にはトニーが倉庫で、ジョニーが病院でマイクロ UZIを使用。
『パープルストーム -紫雨風暴-』
ソンの手下がマイクロ UZIを使用（一部ミニ UZIを使用）。
『パトリオット・ゲーム』
ショーン・ミラー（ショーン・ビーン）率いるテロ集団および主人公（ハリソン・フォード）が敵から奪って使用。
『バトル・ロワイアル』
原作と映画版に登場。原作ではイングラムM10とUZIが登場し、映画版ではイングラムM10（誰に支給されたか不明。金井泉、黒長博、笹川竜平のうち誰か）の代わりにUZI（笹川竜平に支給）が、原作のUZI（野田聡美に支給）の代わりにマイクロ UZI（中川有香に支給）が登場。
『バレット･ブレイク』
UZI カービンが登場。
『必殺マグナム』
ラストシーンで敵が使用。
『フォーリング・ダウン』
主人公（マイケル・ダグラス）がチンピラから奪って発砲。
『ブラック・サンデー』
主人公（ロバート・ショウ）がサプレッサー付きのものを所持。
『ブラック・レイン』
佐藤の手下がマイクロ UZIを使用（ストック無し）。
『ポリス・ストーリー3』
主人公のチェン・カクー刑事や麻薬王チャイバ、中国人民武装警察部隊のヤン警部がタイ将軍の私設キャンプ内での銃撃戦の際にマイクロ UZIを使用する。
『マトリックス』
トリニティがモーフィアス救出の際、フルオート改造したUZI ピストルをワンシーンだけ使用。
『マトリックス リローデッド』
トリニティが使用。前作と同じくフルオート改造のUZI ピストルを二丁拳銃で使用。

『ミュンヘン』
イスラエル軍のコマンド部隊が使用。
『リーサル・ウェポン』
砂漠のシーンにおける敵の傭兵グループのガスタフなどが所持。
『リプレイスメント・キラー』
チャイニーズマフィアが使用。
『レオン』
冒頭に登場する組織のボスがミニ UZIを使用。
『レンタ・コップ』
ジェームズ・レマー（ダンサー）がサプレッサー付きを使用。
『ロード・オブ・ウォー』
主人公が初めて売った銃として登場。
『ロサンゼルス』
チンピラが使用。
『ロボコップ』
市役所を占拠した元市議会議員のロン・ミラーが使用。
『ワイルド・ギース』
UZI装備の傭兵部隊が一国を相手に戦いを挑む。

### アニメ・漫画
『GHOST IN THE SHELL / 攻殻機動隊』
ハッカーのサン・ゲンパ（通称コーギー）が中国製のUZI（85式）を使用。9課の装甲バンに対し、強装弾（設定では高速徹甲弾）を発射、装甲バンを破壊する。形的に見てミニ UZIである（イングラムM10のフロントストラップ付けがある）。
『GUNSLINGER GIRL』
登場人物の1人、ベアトリーチェがマイクロ UZIを使用。
『ウルフガイ』
単行本第4巻で黒田（兄）が学校に乱入した際に使用。威力が誇張されている（被弾箇所が欠損するなど）。
『カウボーイビバップ』
第4話「ゲイトウェイ・シャッフル」にて「トゥインクル・マリア・マードック」の息子4人が銃撃戦に使用。
『ギャラリーフェイク』
「胡桃の兵隊」にてガードマンのアレクセイ・コスロフが使用。
『クレヨンしんちゃん』
チョコレート警備員？がUZIを使用。
『こちら葛飾区亀有公園前派出所 THE MOVIE』
冒頭の銀行強盗対策訓練中に遭遇した本物の銀行強盗が女性従業員を人質に逃走しようとしたところを両津勘吉がトレンチコートの下に隠し持っていた押収品のUZIを乱射したが弾は訓練用の空砲だった為人質も強盗犯も無傷で銃撃に怯んだ隙に犯人は確保され人質も救出された。
『新世紀エヴァンゲリオン劇場版 Air/まごころを、君に』
NERVの隊員がUZIを所持。
『砂ぼうず』
小砂こと小泉太湖がミニ UZIを使用。
『七つの海のティコ』
38話にてGMCの南極基地「鉄の城」の警備員達が、ヒカリクジラ奪還のため集まる動物達に向け発砲。
『フリクリ』
5話にてハル子が木製ストック付きのエアソフトガンを使用
『バブルガムクライシス4 REVENGE ROAD』
カーキ色の戦闘服を着たナイトセイバーズの4人が2人ずつに分かれて模擬弾装備のUZIを使ったサバイバルゲーム形式の訓練を行う。
『緋弾のアリアAA』
間宮の持ち銃としてマイクロ UZIが登場する。
『ルパン三世シリーズ』
『ルパン三世 カリオストロの城』
峰不二子が幽閉されたヒロイン、クラリス姫を尖塔から脱出させる際に木製ストック付きのUZIを使用し連射する。
『ルパン三世 お宝返却大作戦!!』
冒頭でルパンが盗みに入ったカジノで警備員が使用。
『ルパン三世 天使の策略 〜夢のカケラは殺しの香り〜』
本作の敵であるテロ組織「ブラッディエンジェルス」戦闘員の装備として使用されている。
『ルパン三世VS名探偵コナン THE MOVIE』
不二子が左手に持ってクリス ヴェクターとともに使用し佐藤刑事の車を大破させたほか、敵の部下も使用する。

### 小説
『愛国者のゲーム』
テロリストたちが使用。
『学園キノ』
「ワンワン刑事」が両手撃ちで使用。壁に貼られた「図書室では静かに」と書かれた張り紙を撃ち、「図書室では主に平野部に雨が降る」と読めるようにする。
『旭日の艦隊 後世欧州戦史第6巻』
「宇治式短機関銃」との名称にて、日本海軍在欧州情報機関「ハギス」による「独逸秘匿兵器試験艦」強奪作戦で登場。後に後世日本軍携行兵器として正式採用されたとされる。
『天空の富嶽』
佐世保に侵入した北朝鮮特殊部隊が使用する。
『方舟さくら丸』
主人公がモデルガンを改造したものを保有。
『半島を出よ』
作中ではウジサブマシンガン、ウジと表記されている。高麗遠征軍の先遣コマンドや、イシハラグループのタケイが所持。シーホークホテル内でカネシロが使用する。
『緋弾のアリア』
第1巻で「武偵殺し」がセグウェイや車に取り付けて使用。

### ゲーム
『Alliance of Valiant Arms』
ゲーム内兵科「ポイントマン」が購入可。装弾数は25発（カスタム可能）。
『Far Cry 2』
耐久度があり、使用し続けるとジャムが起きたり、暴発したりする。
『ヒットマンシリーズ』
『Hitman2: Silent Assassin』
インドのカルト教団の一部の信者が使用。
『Hitman: Contracts』
赤龍会メンバーと青蓮会メンバーがマイクロ UZIを使用。また、青蓮会メンバーの一部がサプレッサー付きマイクロ UZIを使用。

『Left 4 Dead』
生存者の初期装備として選択可能。
『Operation Flashpoint: Cold War Crisis』
アメリカ軍陣営の特殊部隊兵科とレジスタンス陣営で使用可能な短機関銃としてサプレッサーを装着したものが登場する。
『PLAYERUNKNOWN'S BATTLEGROUNDS』
「Micro UZI」の名称でUZI プロが登場。
『Saints Row 2』
「GAL43」という名前で、ミニゲームをクリアすると使用可能になる。
『WarRock』
工兵・衛生兵が使用できるショップ武器。威力は高いが連射が悪い。
『アンチャーテッドシリーズ』
『UC2』『UC:GA』でマイクロ UZIが「Micro-9mm」という名称で登場する。ハンドガン扱いで装弾数30発。登場する武器の中でも連射が非常に速い。
『怪盗ロワイヤル-zero-』
「UZZマシンガン」の名で登場。
『グランド・セフト・オートシリーズ』
『GTAIII』
「Uzi」の名称でマイクロ UZIが登場する。
『GTA:VC』
「Uz-1」の名称でフルサイズモデルが登場する。
『GTA:SA』
「マイクロSMG」の名称でマイクロ UZIが登場する。弾倉を2個テープでまとめ、ジャングルスタイル風にカスタムしている。射撃スキルを上げることで二丁撃ちが可能になる。
『GTA:LCS』
「マイクロSMG」の名称でフルサイズモデルが登場する。
『GTA:VCS』
「マイクロSMG」の名称でフルサイズモデルが登場する。
『GTAIV』『GTAIV:TLAD』
「マイクロSMG」の名称でマイクロ UZIが登場する。
『GTAIV:TBoGT』
「マイクロSMG」の名称でマイクロ UZIが、「ゴールド・サブマシンガン」の名称で金色のフルサイズモデルが登場する。
『GTAV』
「マイクロSMG」の名称でミニ UZIが登場する。

『クロスファイア』
ミニ UZIが登場。装弾数は32発。
『コール オブ デューティシリーズ』
『CoD4』
ミニ UZIが登場。DS版ではフルサイズモデルが登場。
『CoD:MW2』
『CoD4』同様、ミニ UZIが登場。
『CoD:BO』
フルサイズモデルが登場する。
『CoD:BO2』
フルサイズモデルが登場する。
『CoD:MW』
フルサイズモデルが登場する。

『ザ・警察官』
敵の暴力団組員がUZIらしき銃を乱射。横一直線に撃ってくる者と不規則に撃ってくる者がいる。
『サイレントヒル3』
装弾数32発。ゲーム内でサブマシンガンとして入手できる武器。サプレッサーを装着できる。条件を満たせば弾数無限のものも使用可能。
『サドンアタック』
「SMG U101」という名称で登場。初期装備。装弾数25発。
『サルゲッチュ』
黒パンツを履いたサルが装備している。
『スペシャルフォース』
ゲーム内通貨で購入できる武器。
『ソードアート・オンライン フェイタル・バレット』
「ドラケL」の名称で登場。ストックの形状が異なり、引き伸ばした状態で固定された架空銃である。クレハが使用する。
『デジタル・デビル物語 女神転生II』
最も早期に入手できる敵複数体を攻撃可能な銃器として登場する。
『デッドライジング』
マイクロ UZIが登場。主人公のフランクがモール内の銃砲店などで拝借することで使用することができる。作中ではリロードができないが、複数入手することで装弾数が増加する。
『バトルフィールドシリーズ』
『BF2MC』
スノーモービルの左右前面に固定されている。使用可能。
『BFBC』
特殊兵の装備としてサプレッサー付きで使用可能。
『BFBC2』
工兵の装備として登場。装弾数32発。
『BFH』
メカニックの装備として使用可能。レートは平均だが命中率や精度はよく、威力も高め。

『プロジェクトIGI』
敵を殺したり武器庫などで入手できる。ミッション1の敵のみがUZIであり、他のステージ（ミッション）ではAK-47がメインになる。
『マーセナリーズ2 ワールド イン フレームス』
「マシンピストル」の名称でマイクロ UZIが登場し、ラモン・ソラーノ大統領の私兵と化したギャングが使用する。
『マンハント』
「サブマシンガン」の名称でミニ UZIが登場する。
『マンハント2』
前作同様、「サブマシンガン」の名称でミニ UZIが登場する。

『メタルマックスシリーズ』
『メタルマックス1』『メタルマックスR』『メタルサーガ 〜鋼の季節〜』『メタルサーガ 〜旋律の連鎖〜』で「SMGウージー」として登場。『メタルサーガ 〜砂塵の鎖〜』ではウージーのみの表記となっている。

### "fake Uzis"
映像作品でUZIを登場させたい場合に、ステージガンとするための実物の入手が困難、もしくは必要とする数量を準備できない場合、イングラムM10をベースにUZI風の外装を追加し、一見UZIであるかのようにデコレーションを施したステージガンが用いられることがある。それらのM10改造UZIは"fake Uzis"または"MAC-Uzis"と呼ばれ、日本では後述のトイガン改造のステージガンも含めて「イングラウージー(UZI)」 (INGRAM + UZI)「ウジグラム」 (UZI + inGRAM)と通称される。
実銃の調達が難しかった1970-1980年代のアメリカ映画に多く登場しており、『戦争の犬たち』『特攻野郎Aチーム』（TV版）等の作品で見ることができる。日本でも遊戯銃メーカーのMGCの製造・発売したイングラムM11のモデルガンをベースに製作されたステージガンがあり、『あぶない刑事』に登場したものが有名である。
このようなUZI風改装ステージガンは、一見してM10・M11であるとわかってしまうものから、アップにならなければ判別が難しいものまで各種が存在しているが、いずれも発砲シーンではコッキングハンドルが前後動している（UZIは動かない）ので、その点で判別できる。
なお、"fake UZIs"に限らず、実銃改造のステージガンが使用できる国であっても入手が困難な銃を別のステージガンを改造して製作する例（ブローニングM2重機関銃を改装してソビエトのDShK38重機関銃（"Dash-K"）を製作したものが著名）があり、実銃改造のステージガンを使用することが法律的に不可能な日本では、発火性能の高いモデルガンは別のトイガンの外装を被せられて異なる銃としてステージガン化されることが多い。